# NBA All-Rookie Team
Das NBA All-Rookie Team ist eine alljährlich zusammengestellte Auswahl der besten Rookies (Liganeulinge) in der National Basketball Association. Es wurde von der Saison 1962/63 bis zur Saison 2012/13 nach Ende der Regular Season von den NBA-Coaches gewählt, wobei Spieler des eigenen Teams von der Wahl ausgeschlossen waren. Seit der Saison 2013/14 wählt ein Gremium aus zur Zeit 100 Medienvertretern die Rookie-Auswahl.
Das All-Rookie Team besteht aus zwei Teams mit jeweils fünf Spielern, dem sogenannten First Team und dem Second Team. Ein Spieler erhält zwei Punkte für eine Wahl ins First Team und einen Punkt für eine Wahl ins Second Team. Die fünf Spieler, die dabei am meisten Punkte erreichen, kommen ins First Team und die fünf Spieler auf den folgenden Plätzen ins Second Team. Wenn es zwei oder mehr Spieler gibt, die an fünfter Stelle gleich viele Punkte erreichen, dann wird das First Team um einen oder mehr Spieler erweitert. Das Second Team besteht in so einem Fall dennoch aus fünf Spielern (eine Erweiterung auf sechs Spieler ist auch hier möglich). So etwas gab es mehrmals, z. B. hatten im Jahre 2007 LaMarcus Aldridge und Jorge Garbajosa gleich viele Stimmen erreicht. Bei der Wahl des All-Rookie Teams wird die Position der Spieler nicht beachtet, z. B. bestand das All-Rookie Team 2008 aus vier Forwards und einem Guard.
Zum Ende der Saison 2024/25 waren 71 ehemalige Mitglieder des All-Rookie Teams in die Hall of Fame aufgenommen worden. Insgesamt wurden 77 Mitglieder nicht in den USA geboren und 123 hatten in der vergangenen Saison einen Kaderplatz inne.

## Die Auswahl-Teams

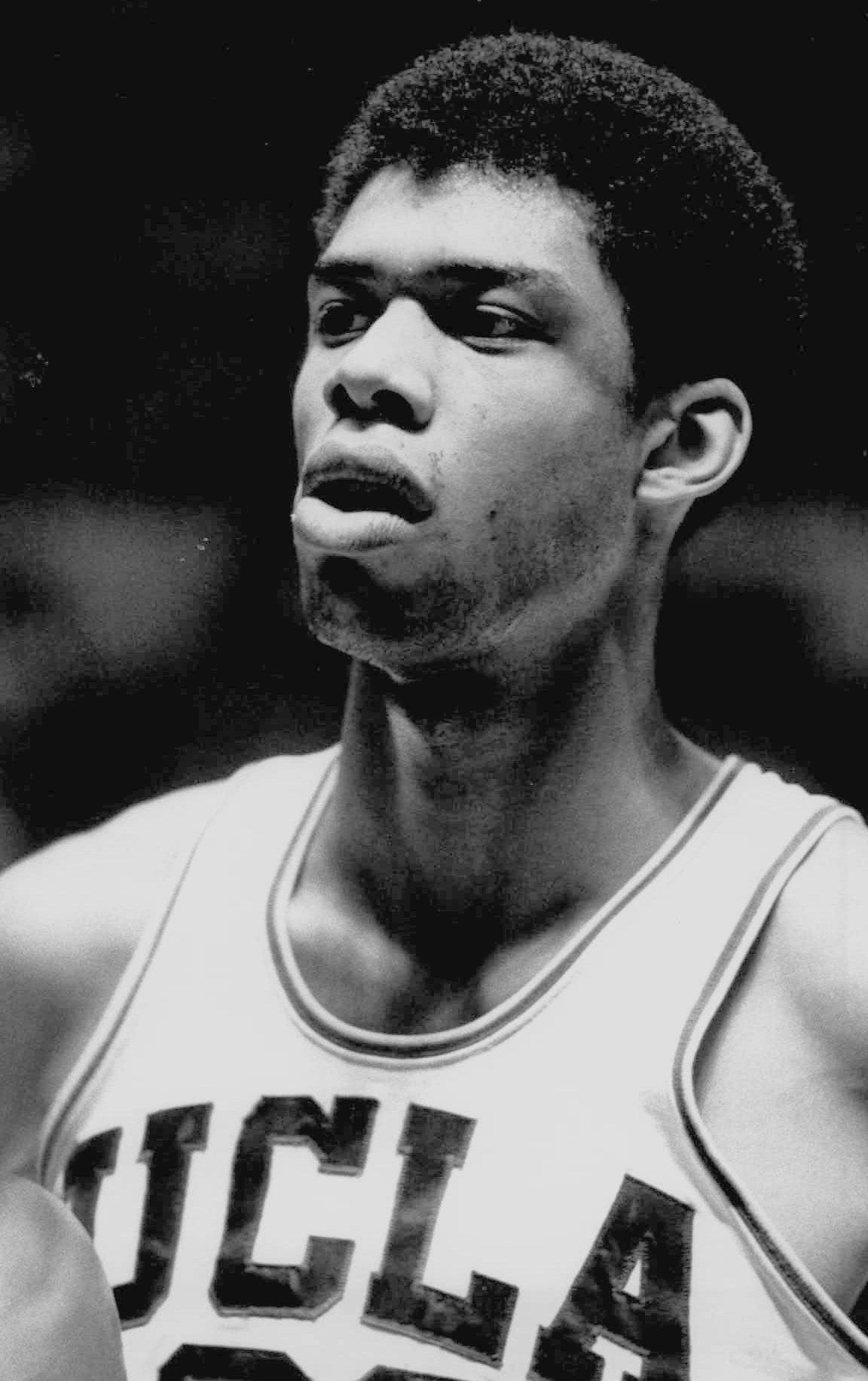
Kareem Abdul-Jabbar, erster Draft-Pick und Rookie of the Year 1970

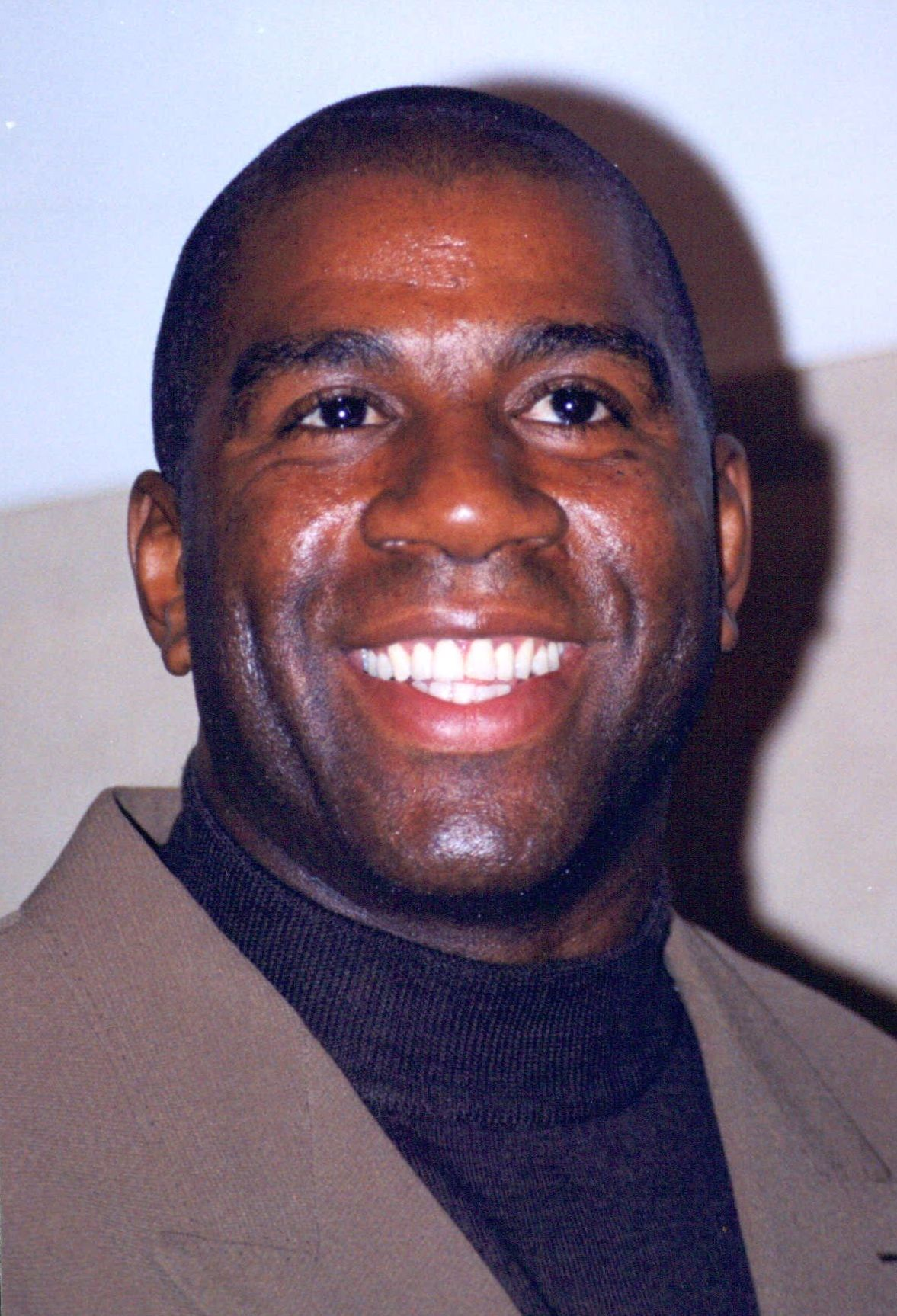
Magic Johnson, erster Draft-Pick 1979

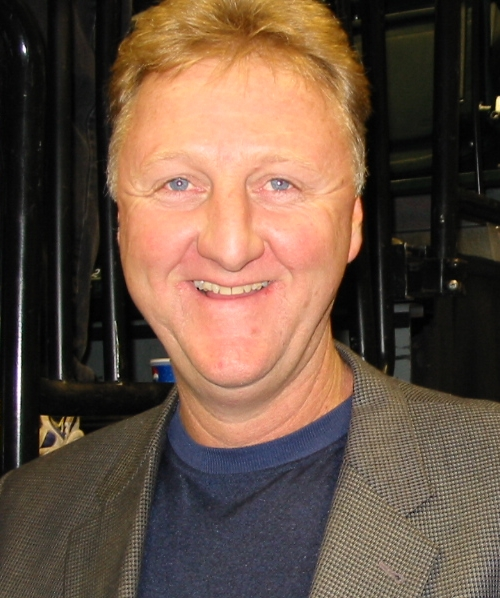
Larry Bird, Rookie of the Year 1980

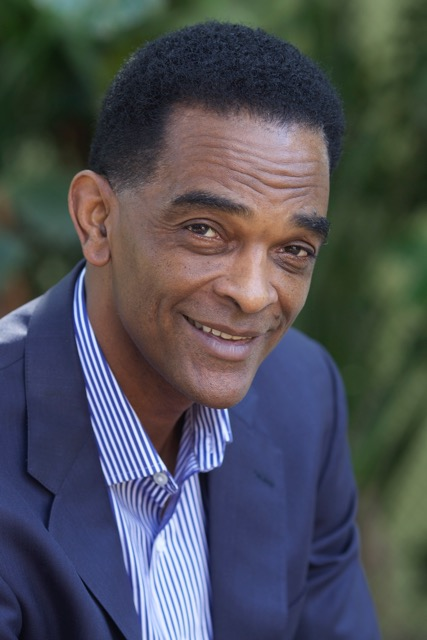
Ralph Lee Sampson, erster Draft-Pick und Rookie of the Year 1984

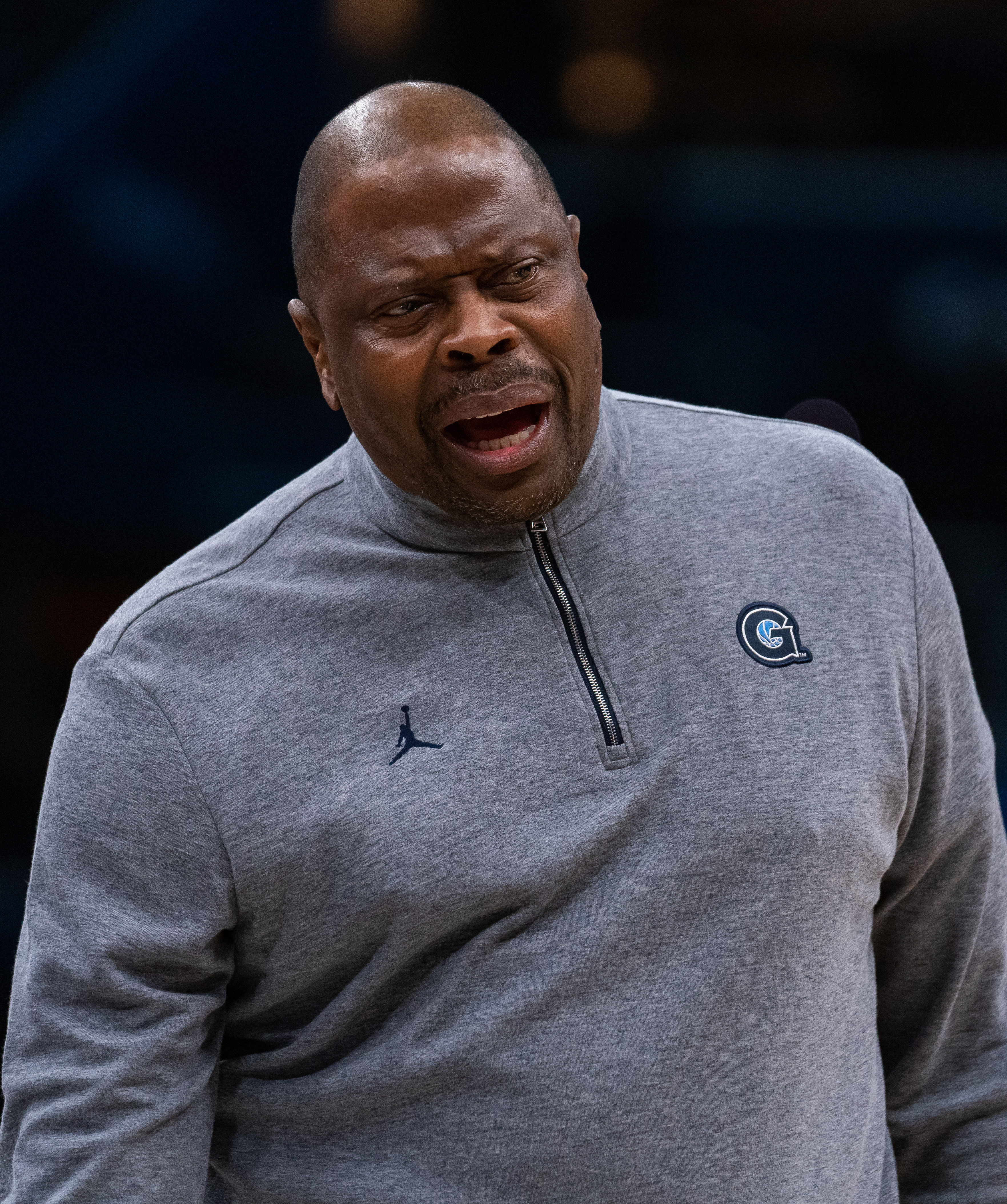
Patrick Ewing, erster Draft-Pick und Rookie of the Year 1986

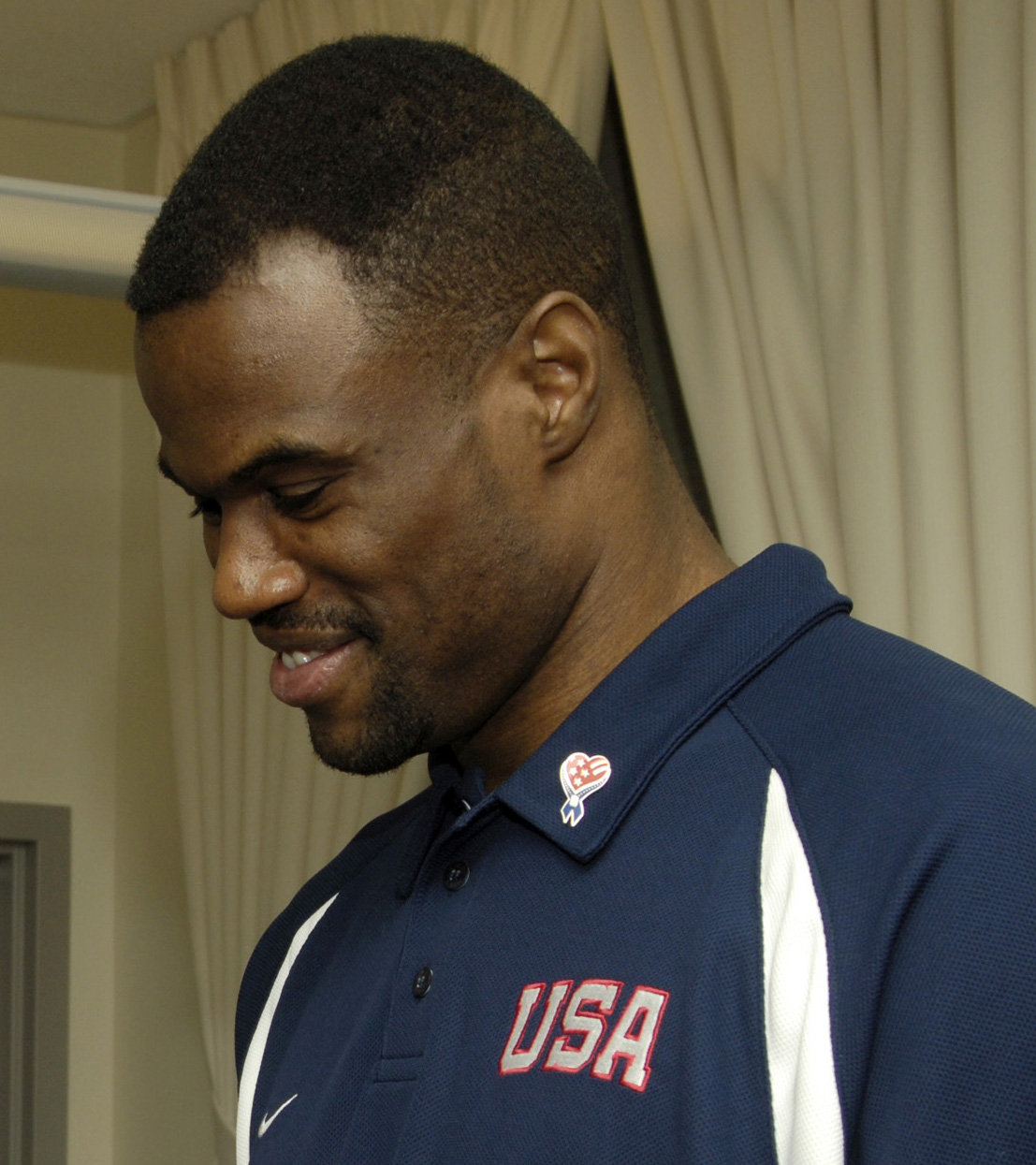
David Robinson, erster Draft-Pick und Rookie of the Year 1990

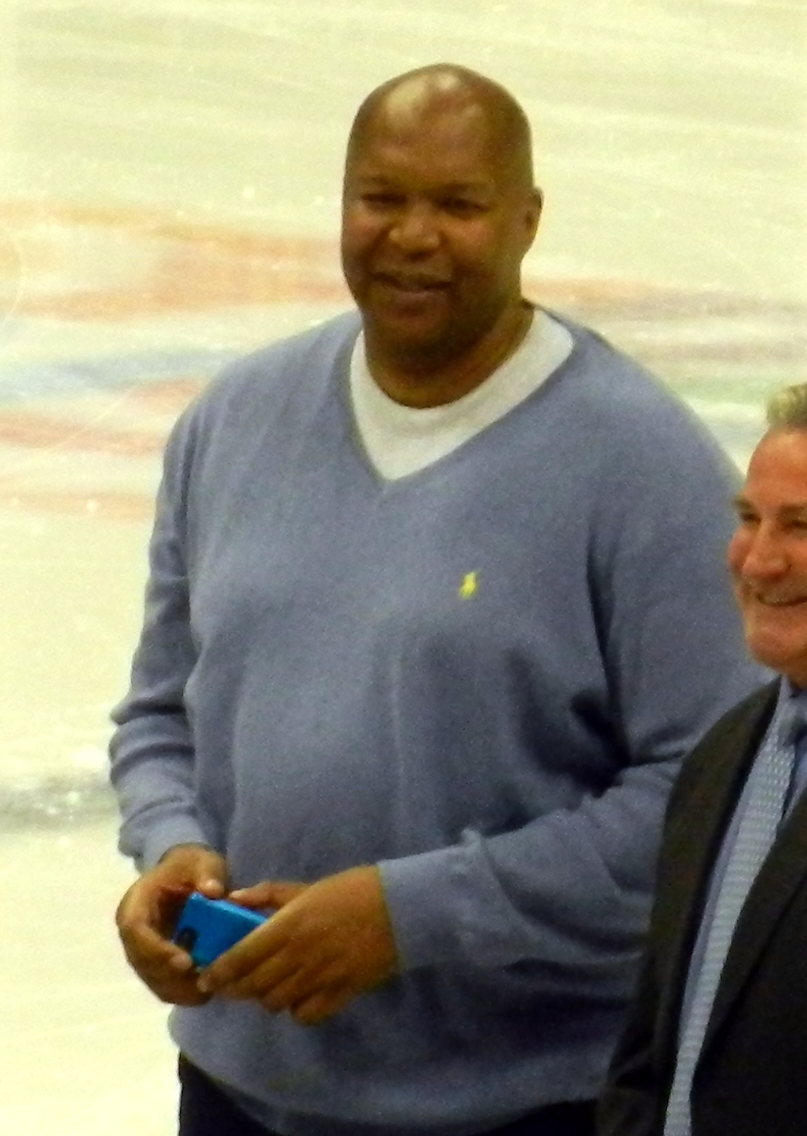
Derrick Coleman, erster Draft-Pick und Rookie of the Year 1991

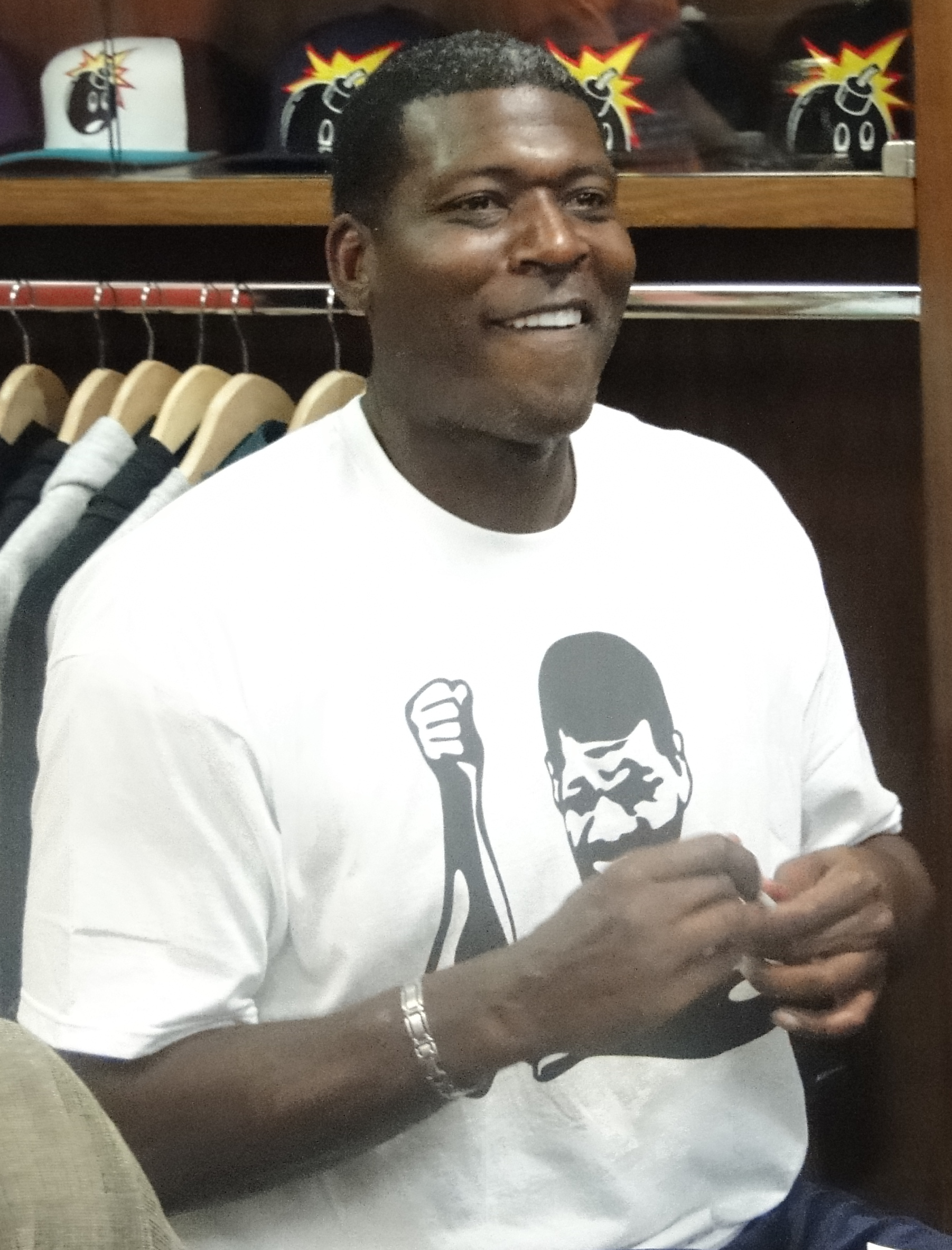
Larry Johnson, erster Draft-Pick und Rookie of the Year 1992

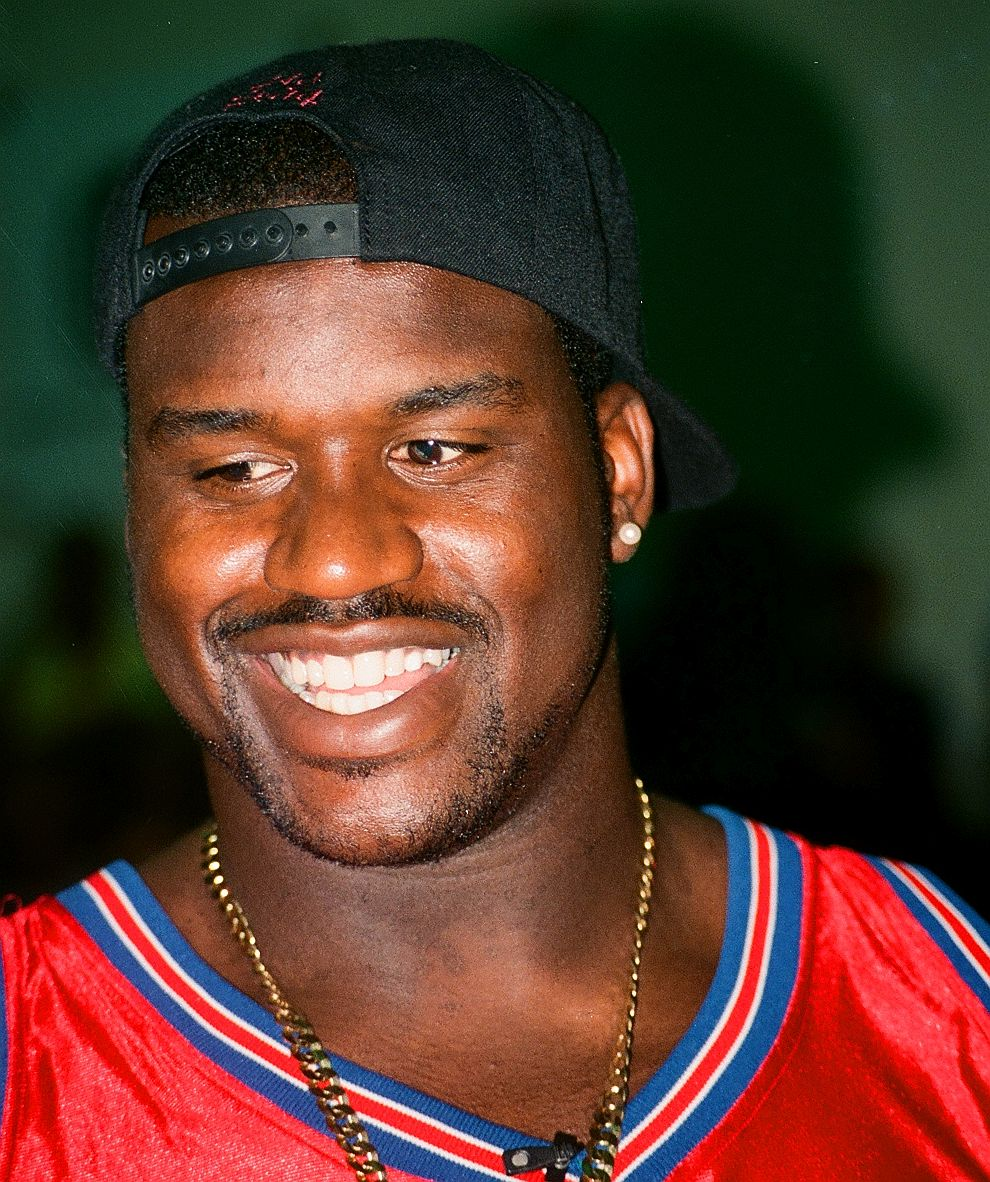
Shaquille O’Neal, erster Draft-Pick und Rookie of the Year 1993

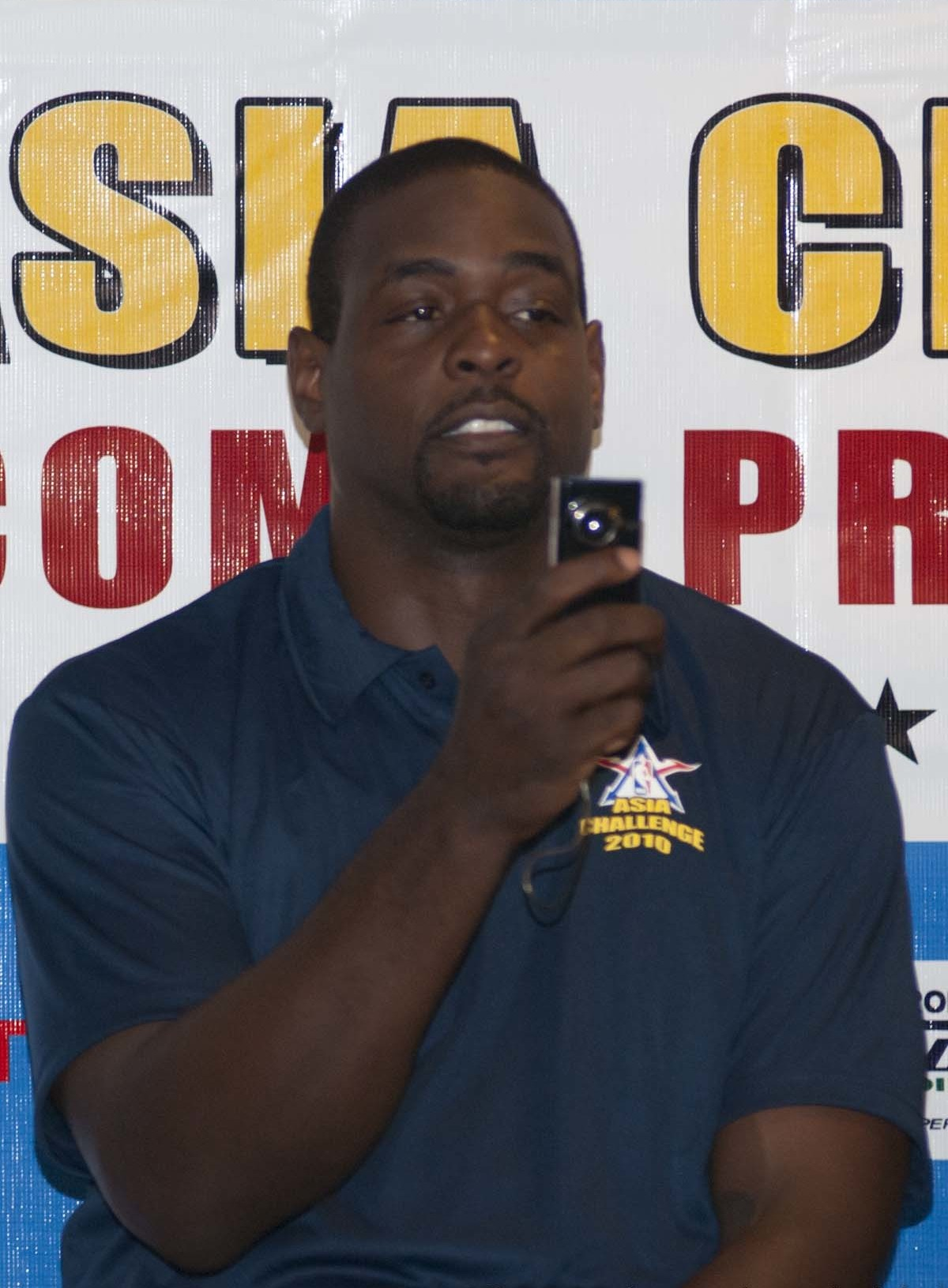
Chris Webber, erster Draft-Pick und Rookie of the Year 1994

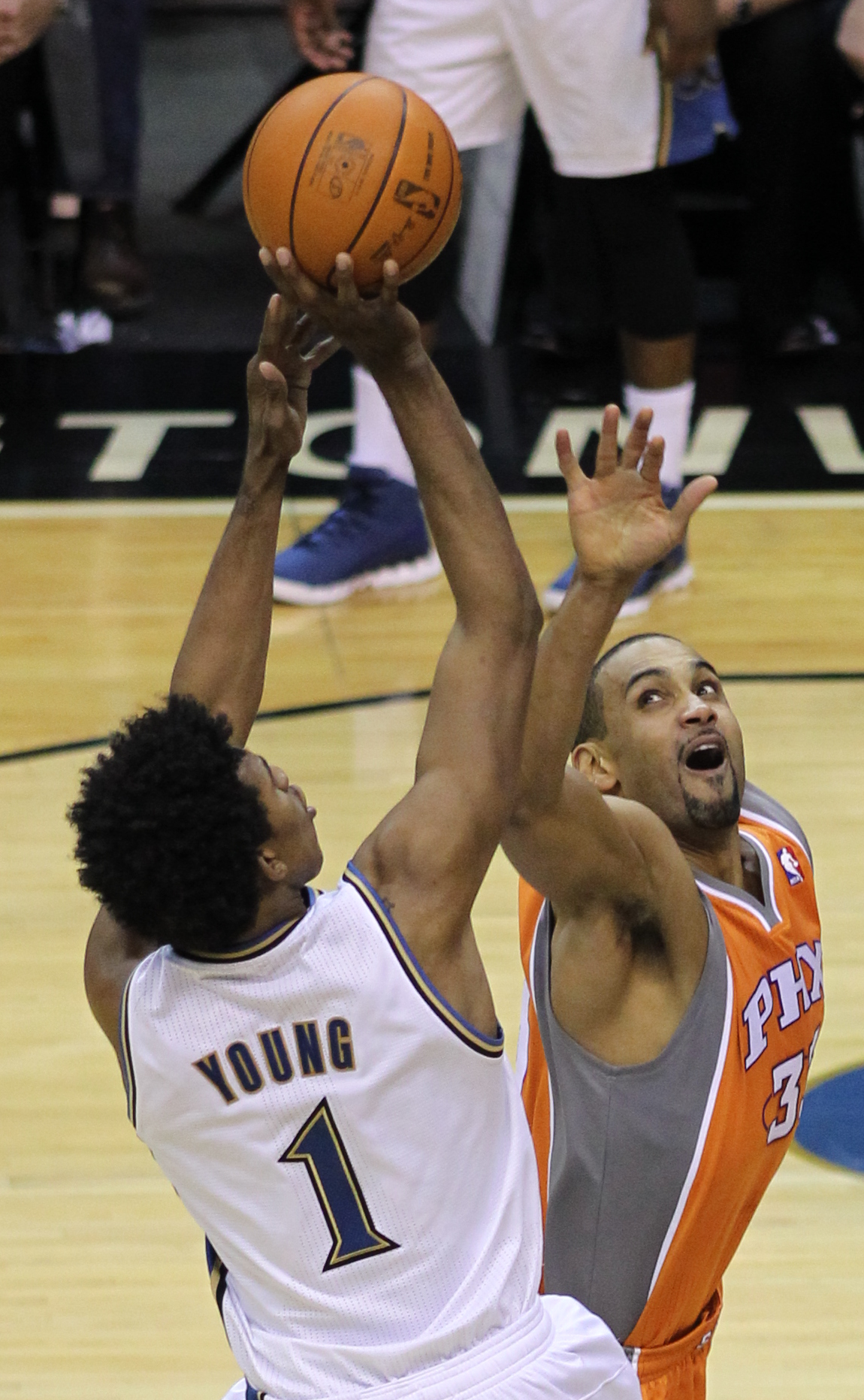
Grant Hill (rechts), Rookie of the Year 1995

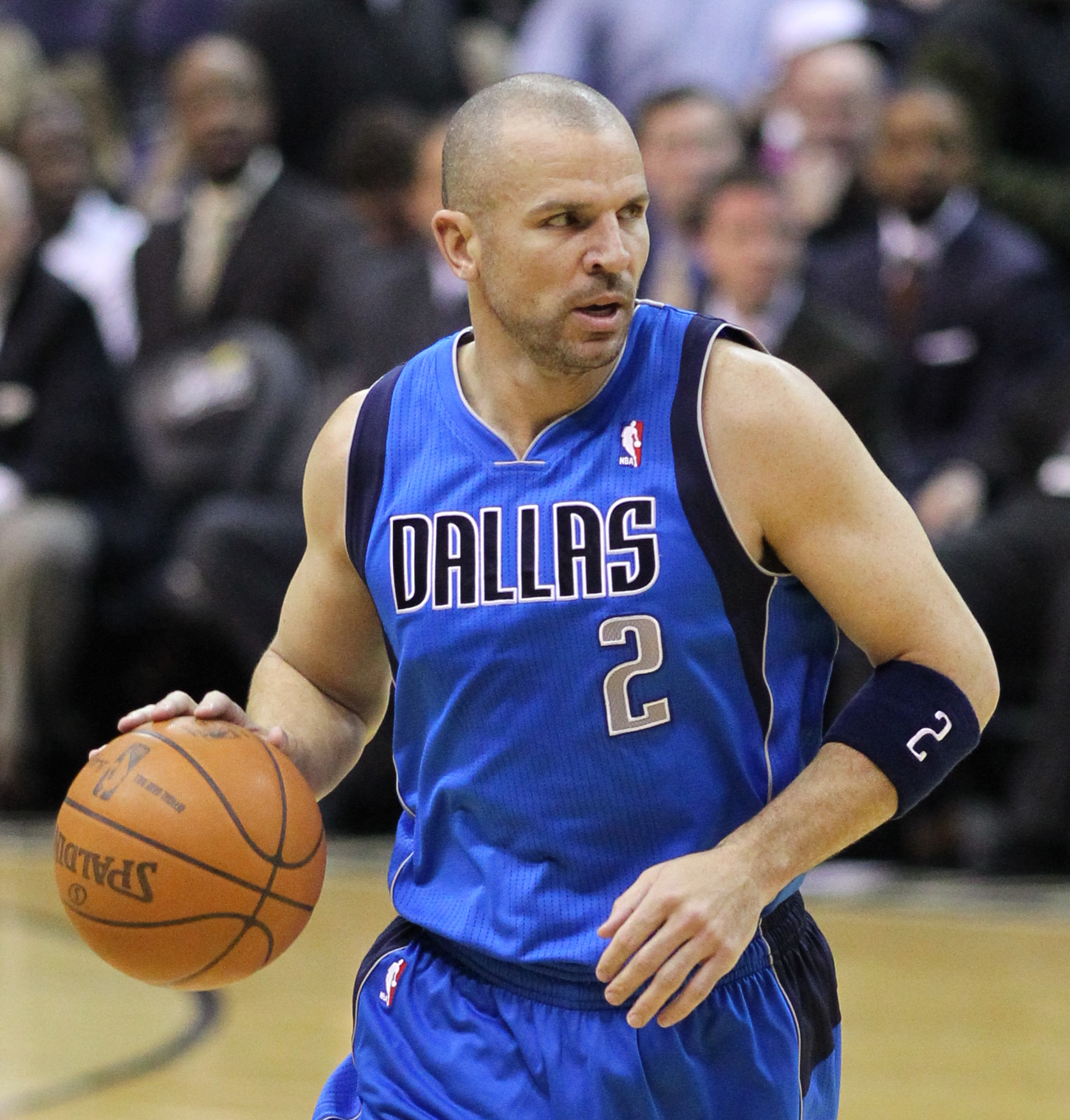
Jason Kidd, Rookie of the Year 1995

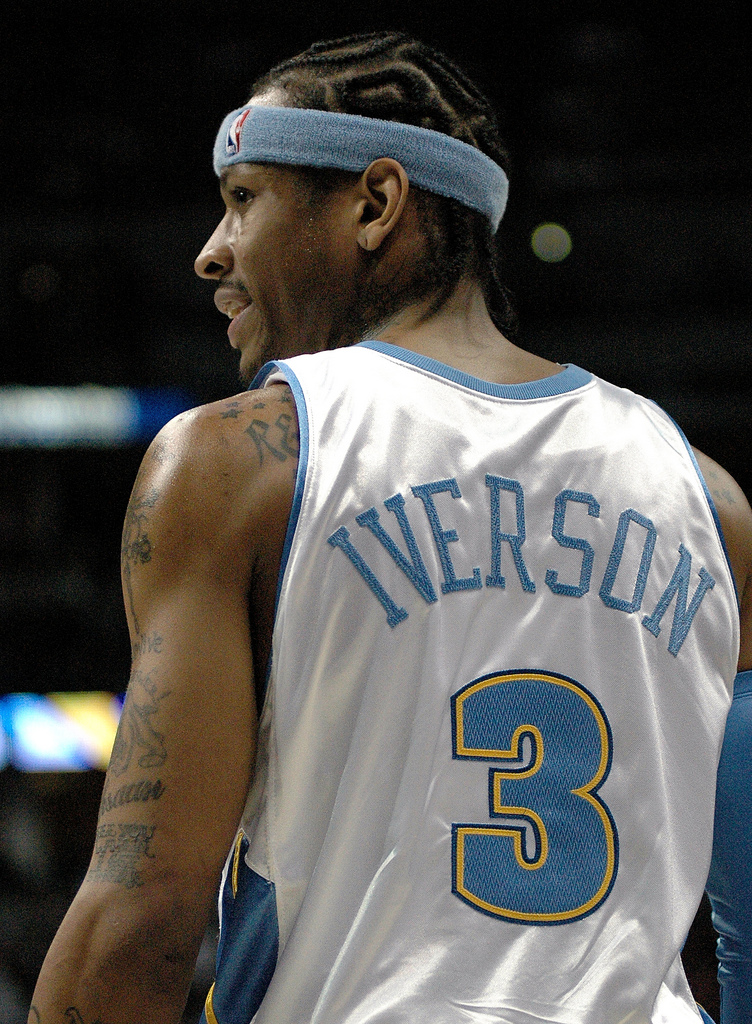
Allen Iverson, erster Draft-Pick und Rookie of the Year 1997

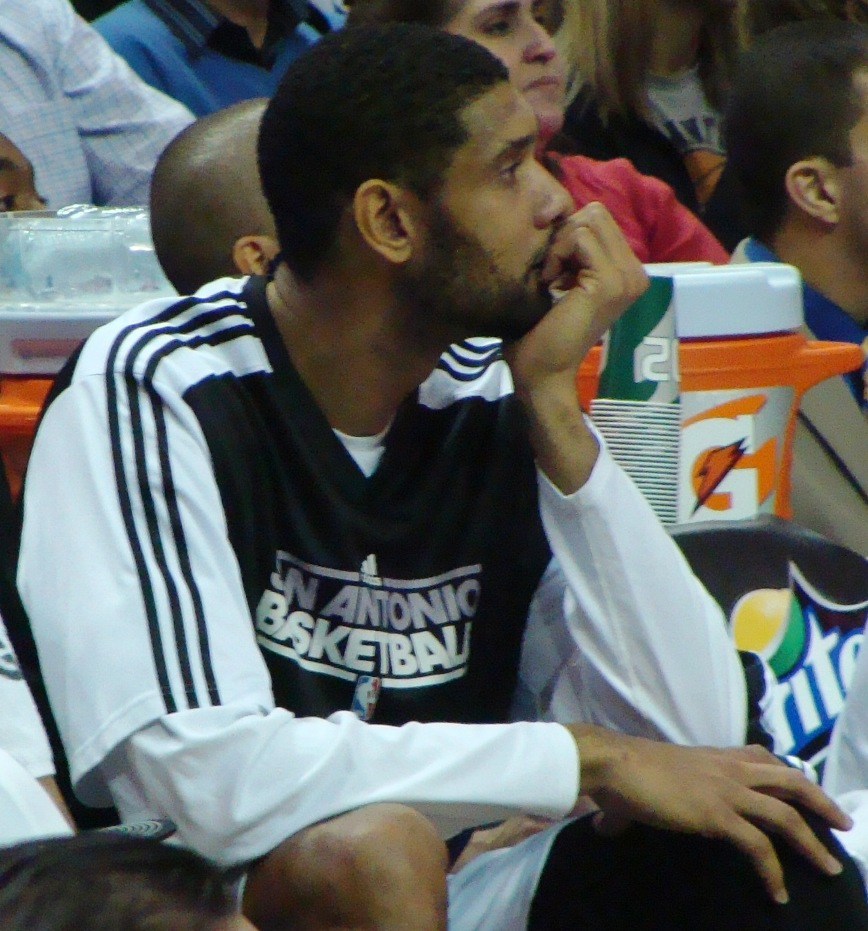
Timmy Duncan, erster Draft-Pick und Rookie of the Year 1998

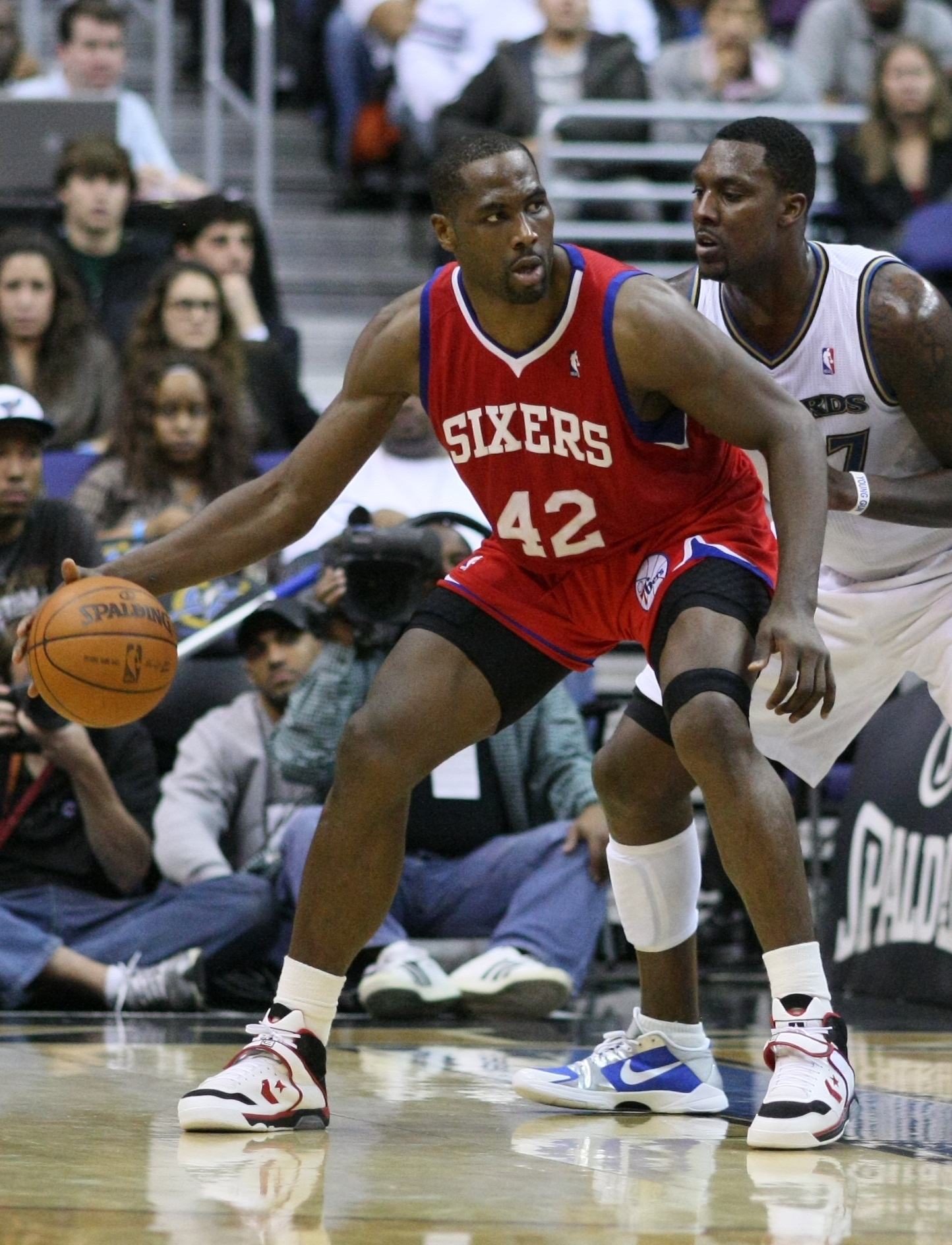
Elton Brand, erster Draft-Pick und Rookie of the Year 2000

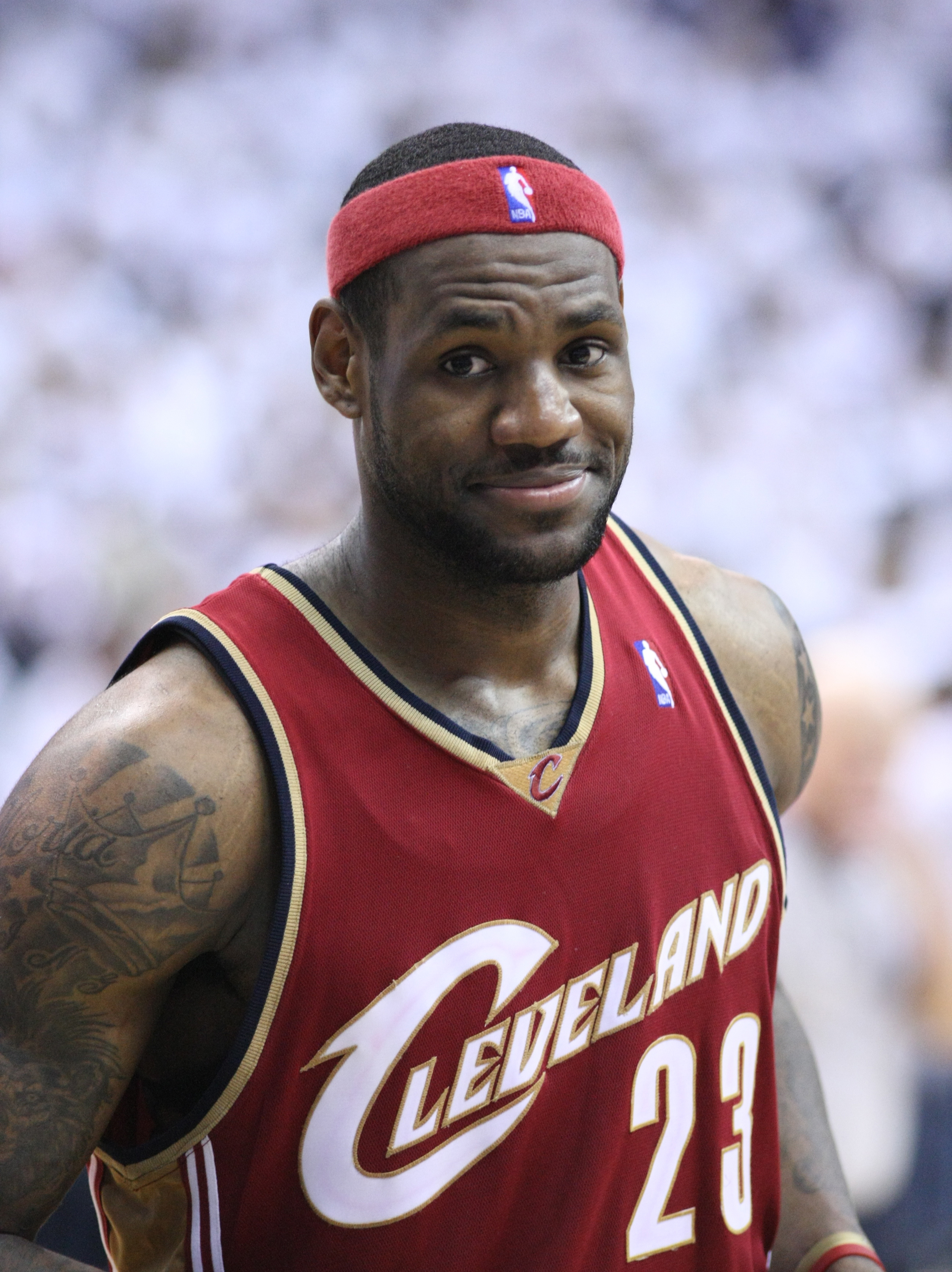
LeBron James, erster Draft-Pick und Rookie of the Year 2003

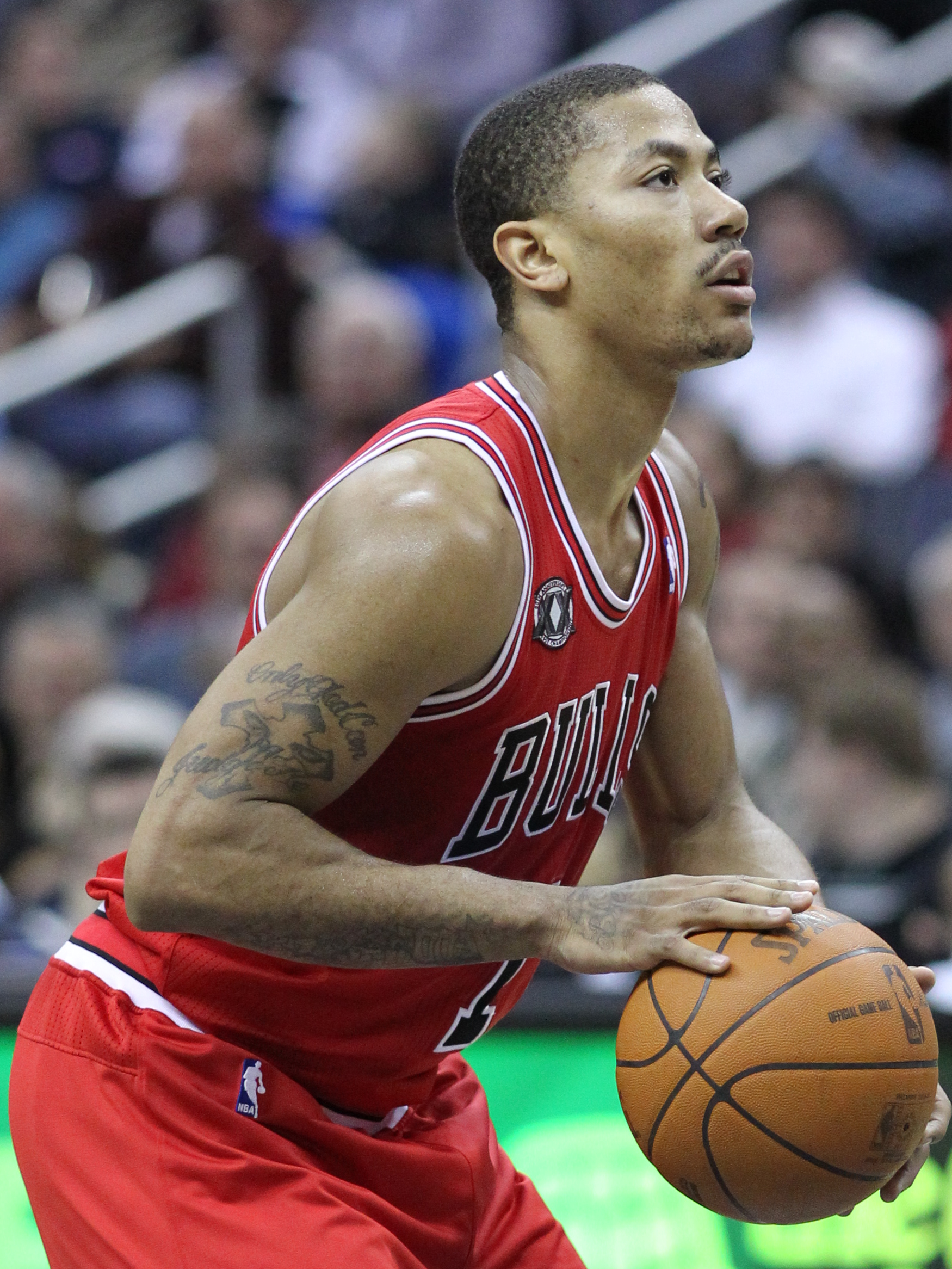
Derrick Rose, erster Draft-Pick und Rookie of the Year 2009

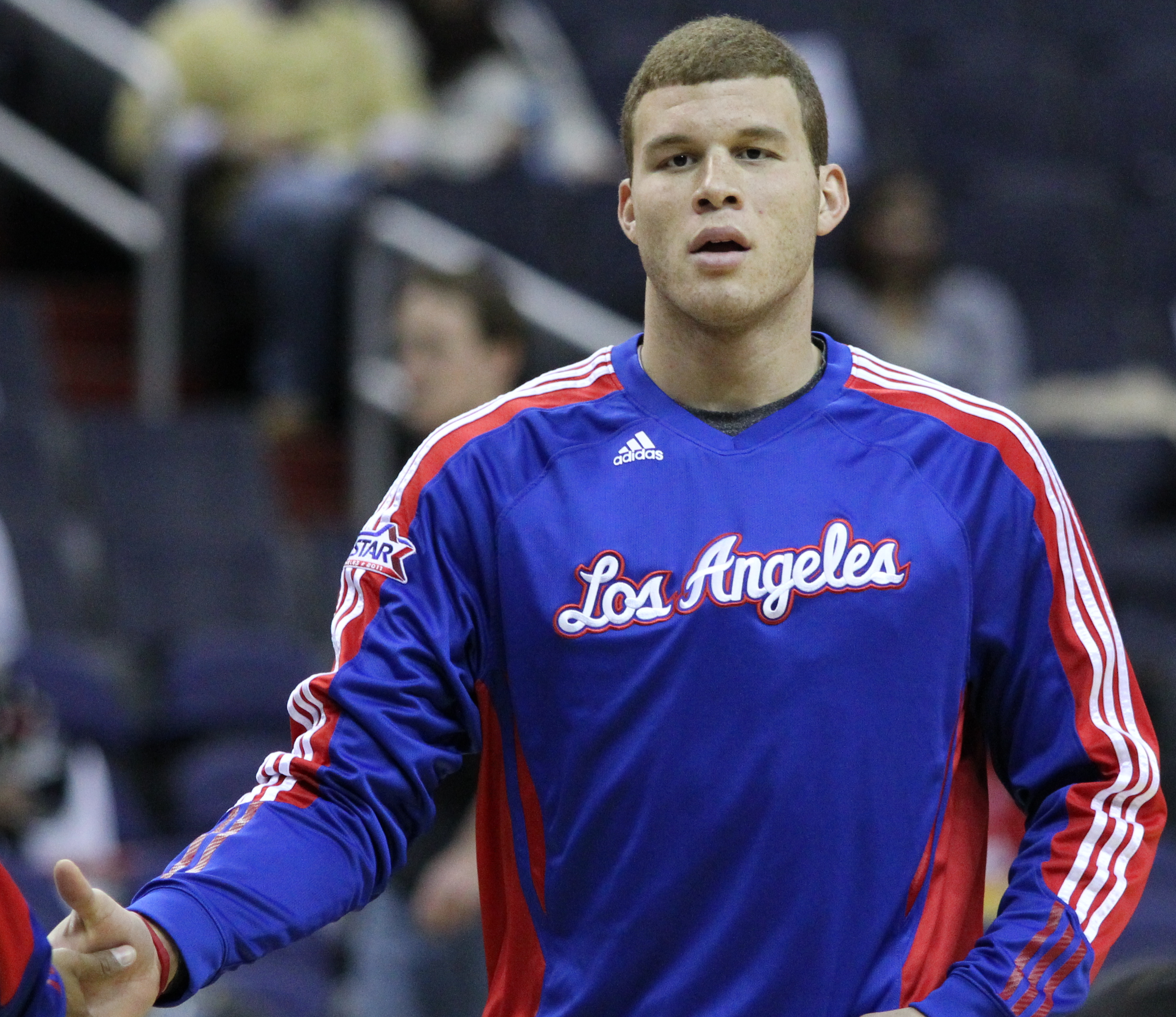
Blake Griffin, erster Draft-Pick 2009 und Rookie of the Year 2011

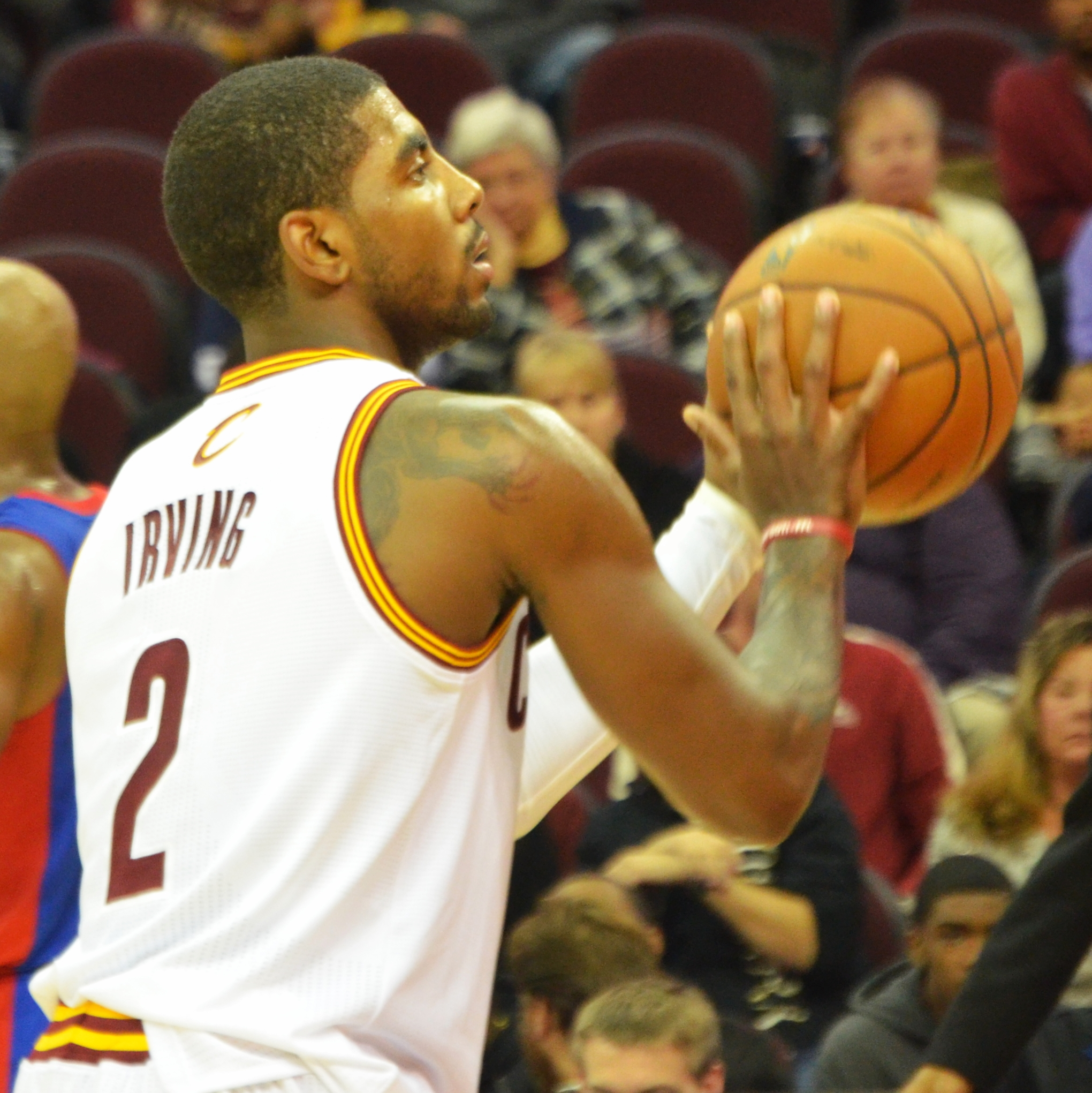
Kyrie Irving, erster Draft-Pick und Rookie of the Year 2012

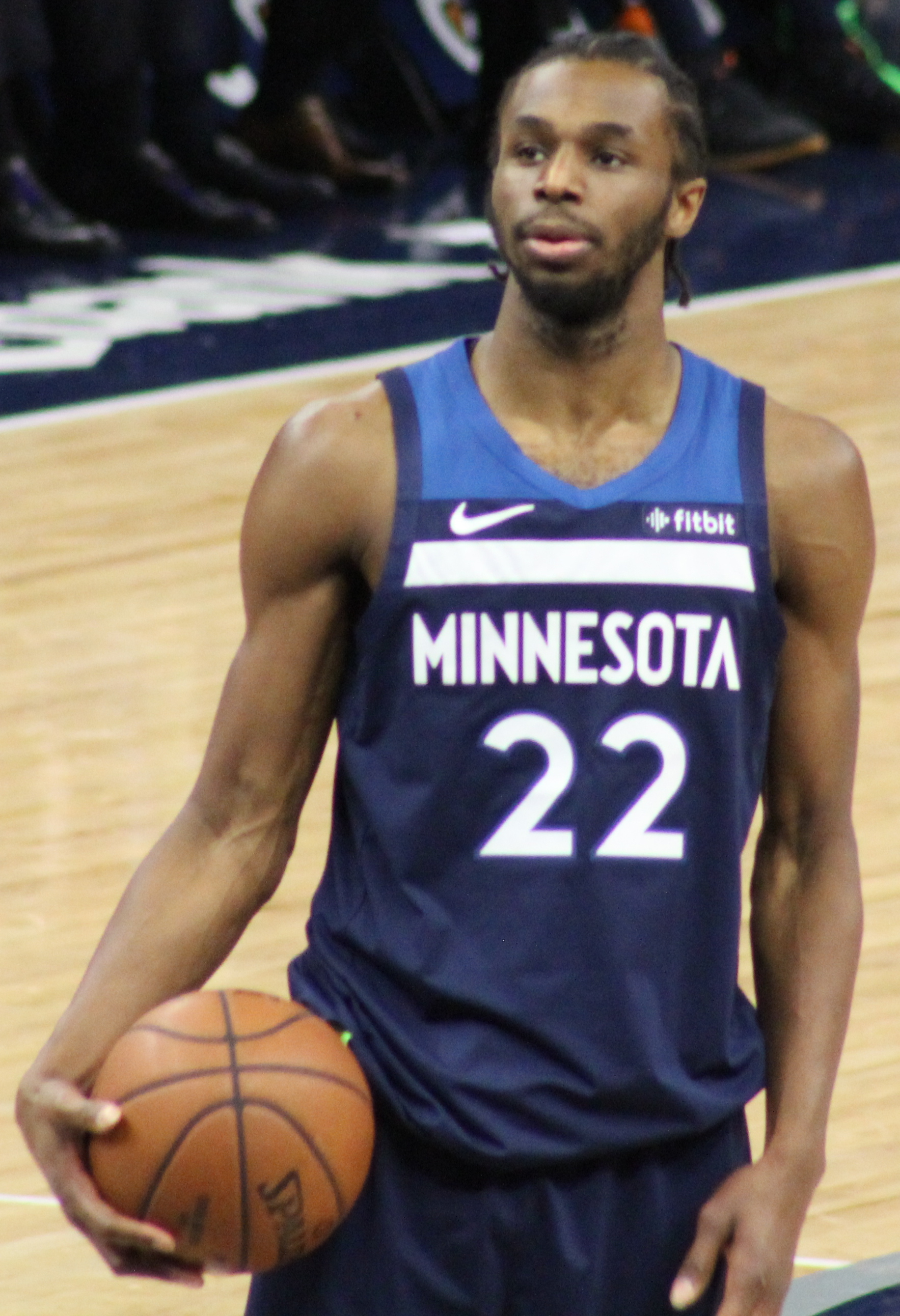
Andrew Wiggins, erster Draft-Pick und Rookie of the Year 2015

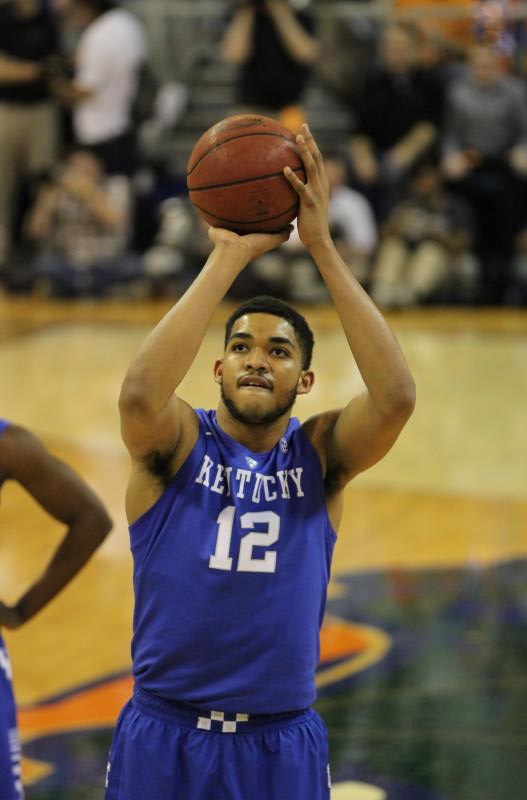
Karl-Anthony Towns, erster Draft-Pick und Rookie of the Year 2016

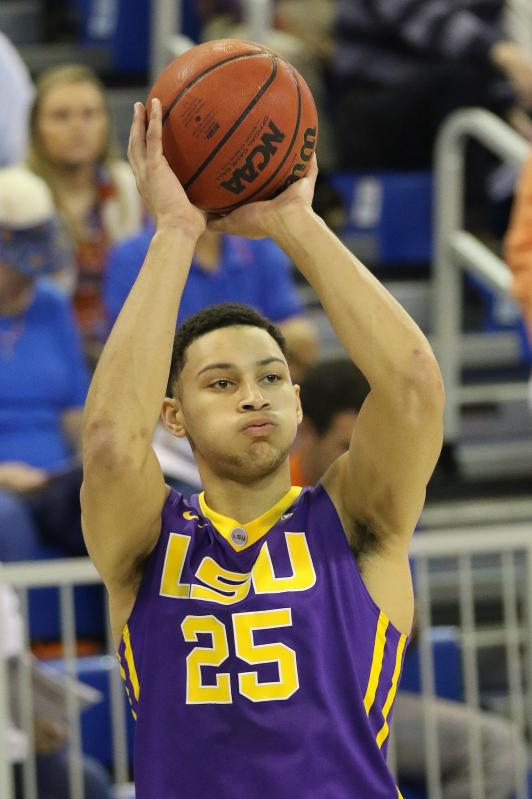
Ben Simmons, erster Draft-Pick 2016 und Rookie of the Year 2018

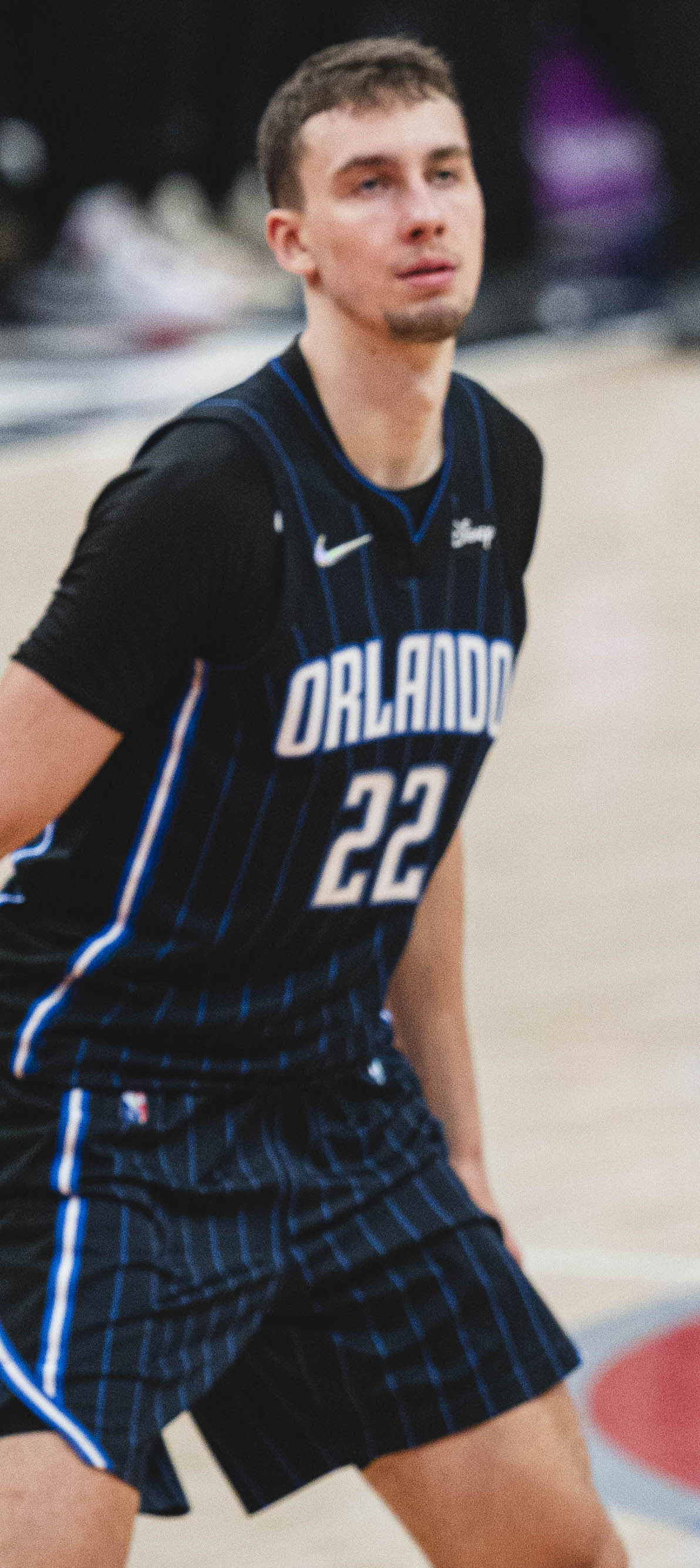
Franz Wagner, First Team 2022

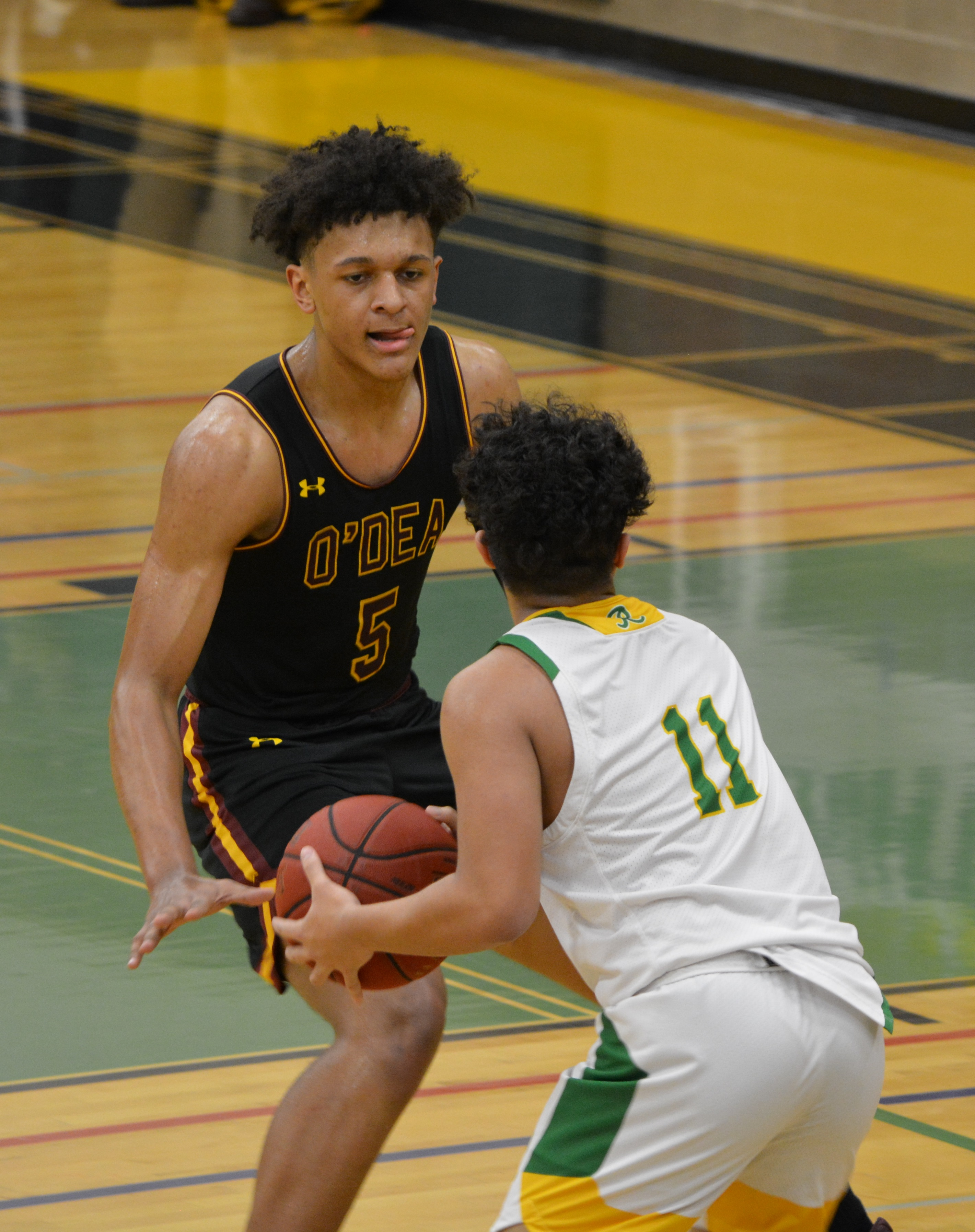
Paolo Banchero, erster Draft-Pick und Rookie of the Year 2023

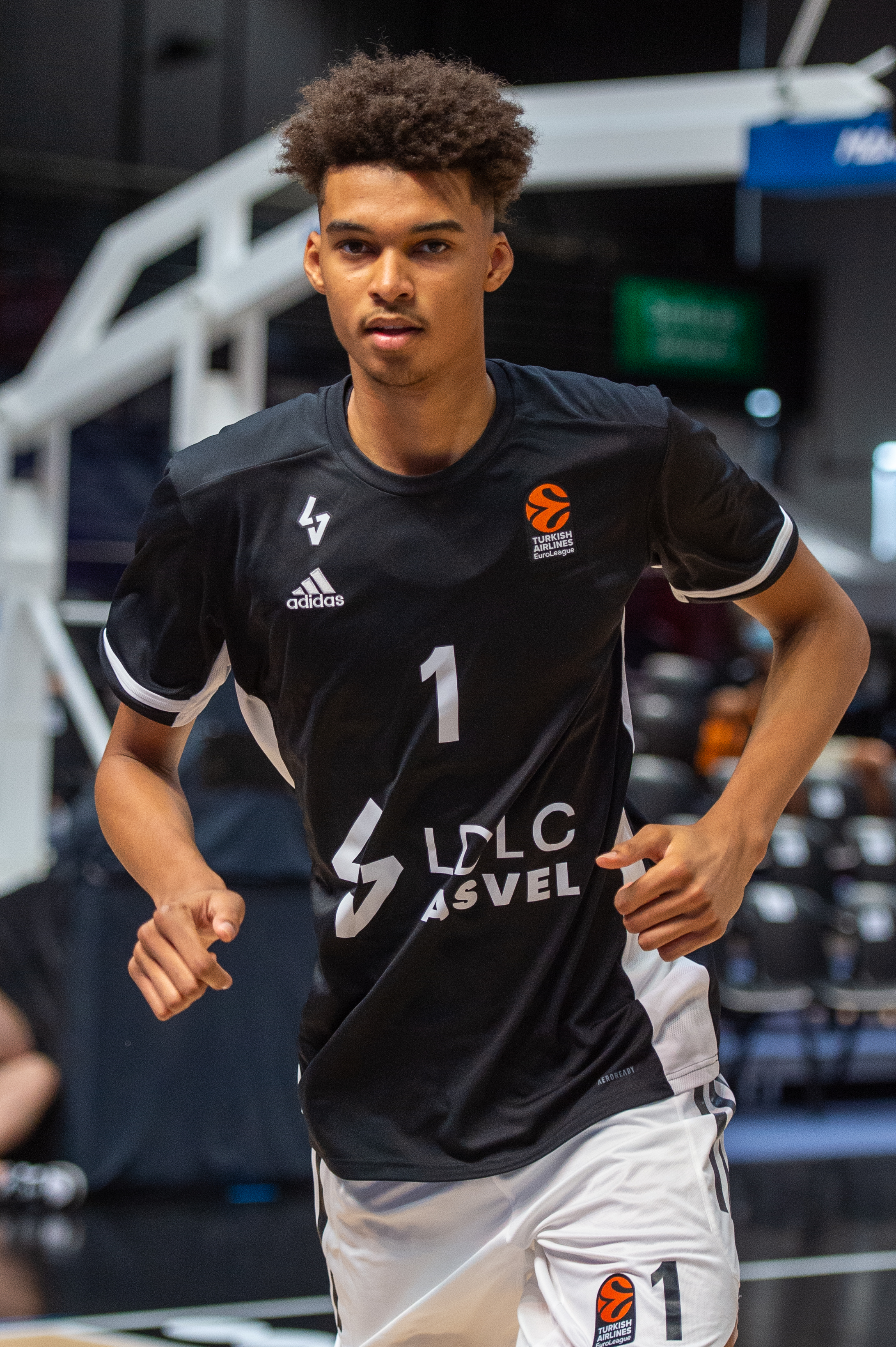
Victor Wembanyama, erster Draft-Pick und Rookie of the Year 2024

| *           | Zeigt Spieler an, die in die Naismith Memorial Basketball Hall of Fame aufgenommen wurden           |
| ^           | Aktiver NBA-Spieler der Saison 2024/25                                                              |
| Spieler (#) | Punktgleichstand zwischen zwei oder mehr Spielern, sofern deswegen das Team erweitert werden musste |
| Fett        | Zeigt Spieler an, die den NBA Rookie of the Year Award gewonnen haben                               |
| Kursiv      | Zeigt Spieler an, die an erster Stelle gedraftet wurden                                             |

| Saison        | First Team              | First Team                        | Second Team              | Second Team            |
| Saison        | Spieler                 | Team                              | Spieler                  | Team                   |
| ------------- | ----------------------- | --------------------------------- | ------------------------ | ---------------------- |
| NBA 1962/63   | Terry Dischinger        | Chicago Zephyrs                   | Kein Second Team         | Kein Second Team       |
| NBA 1962/63   | Chet Walker             | Syracuse Nationals                | Kein Second Team         | Kein Second Team       |
| NBA 1962/63   | Zelmo Beaty*            | St. Louis Hawks                   | Kein Second Team         | Kein Second Team       |
| NBA 1962/63   | John Havlicek*          | Boston Celtics                    | Kein Second Team         | Kein Second Team       |
| NBA 1962/63   | Dave DeBusschere*       | Detroit Pistons                   | Kein Second Team         | Kein Second Team       |
| NBA 1963/64   | Jerry Lucas*            | Cincinnati Royals                 | Kein Second Team         | Kein Second Team       |
| NBA 1963/64   | Gus Johnson*            | Baltimore Bullets                 | Kein Second Team         | Kein Second Team       |
| NBA 1963/64   | Nate Thurmond*          | San Francisco Warriors            | Kein Second Team         | Kein Second Team       |
| NBA 1963/64   | Art Heyman              | New York Knicks                   | Kein Second Team         | Kein Second Team       |
| NBA 1963/64   | Rod Thorn*              | Baltimore Bullets                 | Kein Second Team         | Kein Second Team       |
| NBA 1964/65   | Willis Reed*            | New York Knicks                   | Kein Second Team         | Kein Second Team       |
| NBA 1964/65   | Jim Barnes              | New York Knicks                   | Kein Second Team         | Kein Second Team       |
| NBA 1964/65   | Howard Komives          | New York Knicks                   | Kein Second Team         | Kein Second Team       |
| NBA 1964/65   | Lucious Jackson         | Philadelphia 76ers                | Kein Second Team         | Kein Second Team       |
| NBA 1964/65   | Wali Jones (#)          | Baltimore Bullets                 | Kein Second Team         | Kein Second Team       |
| NBA 1964/65   | Joe Caldwell (#)        | Detroit Pistons                   | Kein Second Team         | Kein Second Team       |
| NBA 1965/66   | Rick Barry*             | San Francisco Warriors            | Kein Second Team         | Kein Second Team       |
| NBA 1965/66   | Billy Cunningham*       | Philadelphia 76ers                | Kein Second Team         | Kein Second Team       |
| NBA 1965/66   | Tom Van Arsdale         | Detroit Pistons                   | Kein Second Team         | Kein Second Team       |
| NBA 1965/66   | Dick Van Arsdale        | New York Knicks                   | Kein Second Team         | Kein Second Team       |
| NBA 1965/66   | Fred Hetzel             | San Francisco Warriors            | Kein Second Team         | Kein Second Team       |
| NBA 1966/67   | Lou Hudson*             | St. Louis Hawks                   | Kein Second Team         | Kein Second Team       |
| NBA 1966/67   | Jack Marin              | Baltimore Bullets                 | Kein Second Team         | Kein Second Team       |
| NBA 1966/67   | Erwin Mueller           | Chicago Bulls                     | Kein Second Team         | Kein Second Team       |
| NBA 1966/67   | Cazzie Russell          | New York Knicks                   | Kein Second Team         | Kein Second Team       |
| NBA 1966/67   | Dave Bing*              | Detroit Pistons                   | Kein Second Team         | Kein Second Team       |
| NBA 1967/68   | Earl Monroe*            | Baltimore Bullets                 | Kein Second Team         | Kein Second Team       |
| NBA 1967/68   | Bob Rule                | Seattle SuperSonics               | Kein Second Team         | Kein Second Team       |
| NBA 1967/68   | Walt Frazier*           | New York Knicks                   | Kein Second Team         | Kein Second Team       |
| NBA 1967/68   | Al Tucker               | Seattle SuperSonics               | Kein Second Team         | Kein Second Team       |
| NBA 1967/68   | Phil Jackson            | New York Knicks                   | Kein Second Team         | Kein Second Team       |
| NBA 1968/69   | Wes Unseld*             | Baltimore Bullets                 | Kein Second Team         | Kein Second Team       |
| NBA 1968/69   | Elvin Hayes*            | San Diego Rockets                 | Kein Second Team         | Kein Second Team       |
| NBA 1968/69   | Bill Hewitt             | Los Angeles Lakers                | Kein Second Team         | Kein Second Team       |
| NBA 1968/69   | Art Harris              | Seattle SuperSonics               | Kein Second Team         | Kein Second Team       |
| NBA 1968/69   | Gary Gregor             | Phoenix Suns                      | Kein Second Team         | Kein Second Team       |
| NBA 1969/70   | Kareem Abdul-Jabbar*    | Milwaukee Bucks                   | Kein Second Team         | Kein Second Team       |
| NBA 1969/70   | Bob Dandridge*          | Milwaukee Bucks                   | Kein Second Team         | Kein Second Team       |
| NBA 1969/70   | Jo Jo White*            | Boston Celtics                    | Kein Second Team         | Kein Second Team       |
| NBA 1969/70   | Mike Davis              | Baltimore Bullets                 | Kein Second Team         | Kein Second Team       |
| NBA 1969/70   | Dick Garrett            | Los Angeles Lakers                | Kein Second Team         | Kein Second Team       |
| NBA 1970/71   | Geoff Petrie            | Portland Trail Blazers            | Kein Second Team         | Kein Second Team       |
| NBA 1970/71   | Dave Cowens*            | Boston Celtics                    | Kein Second Team         | Kein Second Team       |
| NBA 1970/71   | Pete Maravich*          | Atlanta Hawks                     | Kein Second Team         | Kein Second Team       |
| NBA 1970/71   | Calvin Murphy*          | San Diego Rockets                 | Kein Second Team         | Kein Second Team       |
| NBA 1970/71   | Bob Lanier*             | Detroit Pistons                   | Kein Second Team         | Kein Second Team       |
| NBA 1971/72   | Elmore Smith            | Buffalo Braves                    | Kein Second Team         | Kein Second Team       |
| NBA 1971/72   | Sidney Wicks            | Portland Trail Blazers            | Kein Second Team         | Kein Second Team       |
| NBA 1971/72   | Austin Carr             | Cleveland Cavaliers               | Kein Second Team         | Kein Second Team       |
| NBA 1971/72   | Phil Chenier            | Baltimore Bullets                 | Kein Second Team         | Kein Second Team       |
| NBA 1971/72   | Clifford Ray            | Chicago Bulls                     | Kein Second Team         | Kein Second Team       |
| NBA 1972/73   | Bob McAdoo*             | Buffalo Braves                    | Kein Second Team         | Kein Second Team       |
| NBA 1972/73   | Lloyd Neal              | Portland Trail Blazers            | Kein Second Team         | Kein Second Team       |
| NBA 1972/73   | Fred Boyd               | Philadelphia 76ers                | Kein Second Team         | Kein Second Team       |
| NBA 1972/73   | Dwight Davis            | Cleveland Cavaliers               | Kein Second Team         | Kein Second Team       |
| NBA 1972/73   | Jim Price               | Los Angeles Lakers                | Kein Second Team         | Kein Second Team       |
| NBA 1973/74   | Ernie DiGregorio        | Buffalo Braves                    | Kein Second Team         | Kein Second Team       |
| NBA 1973/74   | Ron Behagen             | Kansas City-Omaha Kings           | Kein Second Team         | Kein Second Team       |
| NBA 1973/74   | Mike Bantom             | Phoenix Suns                      | Kein Second Team         | Kein Second Team       |
| NBA 1973/74   | John Brown              | Atlanta Hawks                     | Kein Second Team         | Kein Second Team       |
| NBA 1973/74   | Nick Weatherspoon       | Capital Bullets                   | Kein Second Team         | Kein Second Team       |
| NBA 1974/75   | Jamaal Wilkes*          | Golden State Warriors             | Kein Second Team         | Kein Second Team       |
| NBA 1974/75   | John Drew               | Atlanta Hawks                     | Kein Second Team         | Kein Second Team       |
| NBA 1974/75   | Scott Wedman            | Kansas City-Omaha Kings           | Kein Second Team         | Kein Second Team       |
| NBA 1974/75   | Tommy Burleson          | Seattle SuperSonics               | Kein Second Team         | Kein Second Team       |
| NBA 1974/75   | Brian Winters           | Los Angeles Lakers                | Kein Second Team         | Kein Second Team       |
| NBA 1975/76   | Alvan Adams             | Phoenix Suns                      | Kein Second Team         | Kein Second Team       |
| NBA 1975/76   | Gus Williams            | Golden State Warriors             | Kein Second Team         | Kein Second Team       |
| NBA 1975/76   | Joe Meriweather         | Houston Rockets                   | Kein Second Team         | Kein Second Team       |
| NBA 1975/76   | John Shumate            | Buffalo Braves                    | Kein Second Team         | Kein Second Team       |
| NBA 1975/76   | Lionel Hollins          | Portland Trail Blazers            | Kein Second Team         | Kein Second Team       |
| NBA 1976/77   | Adrian Dantley*         | Buffalo Braves                    | Kein Second Team         | Kein Second Team       |
| NBA 1976/77   | Scott May               | Chicago Bulls                     | Kein Second Team         | Kein Second Team       |
| NBA 1976/77   | Mitch Kupchak           | Washington Bullets                | Kein Second Team         | Kein Second Team       |
| NBA 1976/77   | John Lucas              | Houston Rockets                   | Kein Second Team         | Kein Second Team       |
| NBA 1976/77   | Ron Lee                 | Phoenix Suns                      | Kein Second Team         | Kein Second Team       |
| NBA 1977/78   | Walter Davis*           | Phoenix Suns                      | Kein Second Team         | Kein Second Team       |
| NBA 1977/78   | Marques Johnson         | Milwaukee Bucks                   | Kein Second Team         | Kein Second Team       |
| NBA 1977/78   | Bernard King*           | New Jersey Nets                   | Kein Second Team         | Kein Second Team       |
| NBA 1977/78   | Jack Sikma*             | Seattle SuperSonics               | Kein Second Team         | Kein Second Team       |
| NBA 1977/78   | Norm Nixon              | Los Angeles Lakers                | Kein Second Team         | Kein Second Team       |
| NBA 1978/79   | Phil Ford               | Kansas City Kings                 | Kein Second Team         | Kein Second Team       |
| NBA 1978/79   | Mychal Thompson         | Portland Trail Blazers            | Kein Second Team         | Kein Second Team       |
| NBA 1978/79   | Ron Brewer              | Portland Trail Blazers            | Kein Second Team         | Kein Second Team       |
| NBA 1978/79   | Reggie Theus            | Chicago Bulls                     | Kein Second Team         | Kein Second Team       |
| NBA 1978/79   | Terry Tyler             | Detroit Pistons                   | Kein Second Team         | Kein Second Team       |
| NBA 1979/80   | Larry Bird*             | Boston Celtics                    | Kein Second Team         | Kein Second Team       |
| NBA 1979/80   | Magic Johnson*          | Los Angeles Lakers                | Kein Second Team         | Kein Second Team       |
| NBA 1979/80   | Bill Cartwright         | New York Knicks                   | Kein Second Team         | Kein Second Team       |
| NBA 1979/80   | Calvin Natt             | Portland Trail Blazers            | Kein Second Team         | Kein Second Team       |
| NBA 1979/80   | David Greenwood         | Chicago Bulls                     | Kein Second Team         | Kein Second Team       |
| NBA 1980/81   | Joe Barry Carroll       | Golden State Warriors             | Kein Second Team         | Kein Second Team       |
| NBA 1980/81   | Darrell Griffith        | Utah Jazz                         | Kein Second Team         | Kein Second Team       |
| NBA 1980/81   | Larry Smith             | Golden State Warriors             | Kein Second Team         | Kein Second Team       |
| NBA 1980/81   | Kevin McHale*           | Boston Celtics                    | Kein Second Team         | Kein Second Team       |
| NBA 1980/81   | Kelvin Ransey           | Portland Trail Blazers            | Kein Second Team         | Kein Second Team       |
| NBA 1981/82   | Kelly Tripucka          | Detroit Pistons                   | Kein Second Team         | Kein Second Team       |
| NBA 1981/82   | Jay Vincent             | Dallas Mavericks                  | Kein Second Team         | Kein Second Team       |
| NBA 1981/82   | Isiah Thomas*           | Detroit Pistons                   | Kein Second Team         | Kein Second Team       |
| NBA 1981/82   | Buck Williams           | New Jersey Nets                   | Kein Second Team         | Kein Second Team       |
| NBA 1981/82   | Jeff Ruland             | Washington Bullets                | Kein Second Team         | Kein Second Team       |
| NBA 1982/83   | Terry Cummings          | San Diego Clippers                | Kein Second Team         | Kein Second Team       |
| NBA 1982/83   | Clark Kellogg           | Indiana Pacers                    | Kein Second Team         | Kein Second Team       |
| NBA 1982/83   | Dominique Wilkins*      | Atlanta Hawks                     | Kein Second Team         | Kein Second Team       |
| NBA 1982/83   | James Worthy*           | Los Angeles Lakers                | Kein Second Team         | Kein Second Team       |
| NBA 1982/83   | Quintin Dailey          | Chicago Bulls                     | Kein Second Team         | Kein Second Team       |
| NBA 1983/84   | Ralph Sampson*          | Houston Rockets                   | Kein Second Team         | Kein Second Team       |
| NBA 1983/84   | Steve Stipanovich       | Indiana Pacers                    | Kein Second Team         | Kein Second Team       |
| NBA 1983/84   | Byron Scott             | Los Angeles Lakers                | Kein Second Team         | Kein Second Team       |
| NBA 1983/84   | Jeff Malone             | Washington Bullets                | Kein Second Team         | Kein Second Team       |
| NBA 1983/84   | Thurl Bailey (#)        | Utah Jazz                         | Kein Second Team         | Kein Second Team       |
| NBA 1983/84   | Darrell Walker (#)      | New York Knicks                   | Kein Second Team         | Kein Second Team       |
| NBA 1984/85   | Michael Jordan*         | Chicago Bulls                     | Kein Second Team         | Kein Second Team       |
| NBA 1984/85   | Hakeem Olajuwon*        | Houston Rockets                   | Kein Second Team         | Kein Second Team       |
| NBA 1984/85   | Sam Bowie               | Portland Trail Blazers            | Kein Second Team         | Kein Second Team       |
| NBA 1984/85   | Charles Barkley*        | Philadelphia 76ers                | Kein Second Team         | Kein Second Team       |
| NBA 1984/85   | Sam Perkins             | Dallas Mavericks                  | Kein Second Team         | Kein Second Team       |
| NBA 1985/86   | Xavier McDaniel         | Seattle SuperSonics               | Kein Second Team         | Kein Second Team       |
| NBA 1985/86   | Patrick Ewing*          | New York Knicks                   | Kein Second Team         | Kein Second Team       |
| NBA 1985/86   | Karl Malone*            | Utah Jazz                         | Kein Second Team         | Kein Second Team       |
| NBA 1985/86   | Joe Dumars*             | Detroit Pistons                   | Kein Second Team         | Kein Second Team       |
| NBA 1985/86   | Charles Oakley          | Chicago Bulls                     | Kein Second Team         | Kein Second Team       |
| NBA 1986/87   | Brad Daugherty          | Cleveland Cavaliers               | Kein Second Team         | Kein Second Team       |
| NBA 1986/87   | Ron Harper              | Cleveland Cavaliers               | Kein Second Team         | Kein Second Team       |
| NBA 1986/87   | Chuck Person            | Indiana Pacers                    | Kein Second Team         | Kein Second Team       |
| NBA 1986/87   | Roy Tarpley             | Dallas Mavericks                  | Kein Second Team         | Kein Second Team       |
| NBA 1986/87   | John Williams           | Cleveland Cavaliers               | Kein Second Team         | Kein Second Team       |
| NBA 1987/88   | Mark Jackson            | New York Knicks                   | Kein Second Team         | Kein Second Team       |
| NBA 1987/88   | Armon Gilliam           | Phoenix Suns                      | Kein Second Team         | Kein Second Team       |
| NBA 1987/88   | Kenny Smith             | Sacramento Kings                  | Kein Second Team         | Kein Second Team       |
| NBA 1987/88   | Greg Anderson           | San Antonio Spurs                 | Kein Second Team         | Kein Second Team       |
| NBA 1987/88   | Derrick McKey           | Seattle SuperSonics               | Kein Second Team         | Kein Second Team       |
| NBA 1988/89   | Mitch Richmond*         | Golden State Warriors             | Brian Shaw               | Boston Celtics         |
| NBA 1988/89   | Willie Anderson         | San Antonio Spurs                 | Rex Chapman              | Charlotte Hornets      |
| NBA 1988/89   | Hersey Hawkins          | Philadelphia 76ers                | Chris Morris             | New Jersey Nets        |
| NBA 1988/89   | Rik Smits               | Indiana Pacers                    | Rod Strickland           | New York Knicks        |
| NBA 1988/89   | Charles Smith           | Los Angeles Clippers              | Kevin Edwards            | Miami Heat             |
| NBA 1989/90   | David Robinson*         | San Antonio Spurs                 | J. R. Reid               | Charlotte Hornets      |
| NBA 1989/90   | Tim Hardaway*           | Golden State Warriors             | Sean Elliott             | San Antonio Spurs      |
| NBA 1989/90   | Vlade Divac*            | Los Angeles Lakers                | Stacey King              | Chicago Bulls          |
| NBA 1989/90   | Sherman Douglas         | Miami Heat                        | Blue Edwards             | Utah Jazz              |
| NBA 1989/90   | Pooh Richardson         | Minnesota Timberwolves            | Glen Rice                | Miami Heat             |
| NBA 1990/91   | Kendall Gill            | Charlotte Hornets                 | Chris Jackson            | Denver Nuggets         |
| NBA 1990/91   | Dennis Scott            | Orlando Magic                     | Gary Payton*             | Seattle SuperSonics    |
| NBA 1990/91   | Dee Brown               | Boston Celtics                    | Felton Spencer           | Minnesota Timberwolves |
| NBA 1990/91   | Lionel Simmons          | Sacramento Kings                  | Travis Mays              | Sacramento Kings       |
| NBA 1990/91   | Derrick Coleman         | New Jersey Nets                   | Willie Burton            | Miami Heat             |
| NBA 1991/92   | Larry Johnson           | Charlotte Hornets                 | Rick Fox                 | Boston Celtics         |
| NBA 1991/92   | Dikembe Mutombo*        | Denver Nuggets                    | Terrell Brandon          | Cleveland Cavaliers    |
| NBA 1991/92   | Billy Owens             | Golden State Warriors             | Larry Stewart            | Washington Bullets     |
| NBA 1991/92   | Steve Smith             | Miami Heat                        | Stanley Roberts          | Orlando Magic          |
| NBA 1991/92   | Stacey Augmon           | Atlanta Hawks                     | Mark Macon               | Denver Nuggets         |
| NBA 1992/93   | Shaquille O’Neal*       | Orlando Magic                     | Walt Williams            | Sacramento Kings       |
| NBA 1992/93   | Alonzo Mourning*        | Charlotte Hornets                 | Robert Horry             | Houston Rockets        |
| NBA 1992/93   | Christian Laettner      | Minnesota Timberwolves            | Latrell Sprewell         | Golden State Warriors  |
| NBA 1992/93   | Tom Gugliotta           | Washington Bullets                | Clarence Weatherspoon    | Philadelphia 76ers     |
| NBA 1992/93   | LaPhonso Ellis          | Denver Nuggets                    | Richard Dumas            | Phoenix Suns           |
| NBA 1993/94   | Chris Webber*           | Golden State Warriors             | Dino Radja*              | Boston Celtics         |
| NBA 1993/94   | Penny Hardaway          | Orlando Magic                     | Nick Van Exel            | Los Angeles Lakers     |
| NBA 1993/94   | Vin Baker               | Milwaukee Bucks                   | Shawn Bradley            | Philadelphia 76ers     |
| NBA 1993/94   | Jamal Mashburn          | Dallas Mavericks                  | Toni Kukoč*              | Chicago Bulls          |
| NBA 1993/94   | Isaiah Rider            | Minnesota Timberwolves            | Lindsey Hunter           | Detroit Pistons        |
| NBA 1994/95   | Jason Kidd*             | Dallas Mavericks                  | Juwan Howard             | Washington Bullets     |
| NBA 1994/95   | Grant Hill*             | Detroit Pistons                   | Eric Montross            | Boston Celtics         |
| NBA 1994/95   | Glenn Robinson          | Milwaukee Bucks                   | Wesley Person            | Phoenix Suns           |
| NBA 1994/95   | Eddie Jones             | Los Angeles Lakers                | Jalen Rose               | Denver Nuggets         |
| NBA 1994/95   | Brian Grant             | Sacramento Kings                  | Donyell Marshall (#)     | Golden State Warriors  |
| NBA 1994/95   | Brian Grant             | Sacramento Kings                  | Sharone Wright (#)       | Philadelphia 76ers     |
| NBA 1995/96   | Damon Stoudamire        | Toronto Raptors                   | Kevin Garnett*           | Minnesota Timberwolves |
| NBA 1995/96   | Joe Smith               | Golden State Warriors             | Bryant Reeves            | Vancouver Grizzlies    |
| NBA 1995/96   | Jerry Stackhouse        | Philadelphia 76ers                | Brent Barry              | Los Angeles Clippers   |
| NBA 1995/96   | Antonio McDyess         | Denver Nuggets                    | Rasheed Wallace          | Washington Bullets     |
| NBA 1995/96   | Arvydas Sabonis* (#)    | Portland Trail Blazers            | Tyus Edney               | Sacramento Kings       |
| NBA 1995/96   | Michael Finley (#)      | Phoenix Suns                      | Tyus Edney               | Sacramento Kings       |
| NBA 1996/97   | Shareef Abdur-Rahim     | Vancouver Grizzlies               | Kerry Kittles            | New Jersey Nets        |
| NBA 1996/97   | Allen Iverson*          | Philadelphia 76ers                | Ray Allen*               | Milwaukee Bucks        |
| NBA 1996/97   | Stephon Marbury         | Minnesota Timberwolves            | Travis Knight            | Los Angeles Lakers     |
| NBA 1996/97   | Marcus Camby            | Toronto Raptors                   | Kobe Bryant*             | Los Angeles Lakers     |
| NBA 1996/97   | Antoine Walker          | Boston Celtics                    | Matt Maloney             | Houston Rockets        |
| NBA 1997/98   | Tim Duncan*             | San Antonio Spurs                 | Tim Thomas               | Philadelphia 76ers     |
| NBA 1997/98   | Keith Van Horn          | New Jersey Nets                   | Cedric Henderson         | Cleveland Cavaliers    |
| NBA 1997/98   | Brevin Knight           | Cleveland Cavaliers               | Derek Anderson           | Cleveland Cavaliers    |
| NBA 1997/98   | Žydrūnas Ilgauskas      | Cleveland Cavaliers               | Maurice Taylor           | Los Angeles Clippers   |
| NBA 1997/98   | Ron Mercer              | Boston Celtics                    | Bobby Jackson            | Denver Nuggets         |
| NBA 1998/99   | Vince Carter*           | Toronto Raptors                   | Michael Dickerson        | Houston Rockets        |
| NBA 1998/99   | Paul Pierce*            | Boston Celtics                    | Michael Doleac           | Orlando Magic          |
| NBA 1998/99   | Jason Williams          | Sacramento Kings                  | Cuttino Mobley           | Houston Rockets        |
| NBA 1998/99   | Mike Bibby              | Vancouver Grizzlies               | Michael Olowokandi       | Los Angeles Clippers   |
| NBA 1998/99   | Matt Harpring           | Orlando Magic                     | Antawn Jamison           | Golden State Warriors  |
| NBA 1999/2000 | Elton Brand             | Chicago Bulls                     | Shawn Marion             | Phoenix Suns           |
| NBA 1999/2000 | Steve Francis           | Houston Rockets                   | Ron Artest               | Chicago Bulls          |
| NBA 1999/2000 | Lamar Odom              | Los Angeles Clippers              | James Posey              | Denver Nuggets         |
| NBA 1999/2000 | Wally Szczerbiak        | Minnesota Timberwolves            | Jason Terry              | Atlanta Hawks          |
| NBA 1999/2000 | Andre Miller            | Cleveland Cavaliers               | Chucky Atkins            | Orlando Magic          |
| NBA 2000/01   | Mike Miller             | Orlando Magic                     | Hedo Türkoğlu            | Sacramento Kings       |
| NBA 2000/01   | Kenyon Martin           | New Jersey Nets                   | Desmond Mason            | Seattle SuperSonics    |
| NBA 2000/01   | Marc Jackson            | Golden State Warriors             | Courtney Alexander       | Dallas Mavericks       |
| NBA 2000/01   | Morris Peterson         | Toronto Raptors                   | Marcus Fizer             | Chicago Bulls          |
| NBA 2000/01   | Darius Miles            | Los Angeles Clippers              | Chris Mihm               | Cleveland Cavaliers    |
| NBA 2001/02   | Pau Gasol*              | Memphis Grizzlies                 | Jamaal Tinsley           | Indiana Pacers         |
| NBA 2001/02   | Shane Battier           | Memphis Grizzlies                 | Richard Jefferson        | New Jersey Nets        |
| NBA 2001/02   | Jason Richardson        | Golden State Warriors             | Eddie Griffin            | Houston Rockets        |
| NBA 2001/02   | Tony Parker*            | San Antonio Spurs                 | Željko Rebrača           | Detroit Pistons        |
| NBA 2001/02   | Andrei Kirilenko        | Utah Jazz                         | Vladimir Radmanović (#)  | Seattle SuperSonics    |
| NBA 2001/02   | Andrei Kirilenko        | Utah Jazz                         | Joe Johnson (#)          | Phoenix Suns           |
| NBA 2002/03   | Yao Ming*               | Houston Rockets                   | Manu Ginóbili*           | San Antonio Spurs      |
| NBA 2002/03   | Amare Stoudemire        | Phoenix Suns                      | Gordan Giriček           | Memphis Grizzlies      |
| NBA 2002/03   | Caron Butler            | Miami Heat                        | Carlos Boozer            | Cleveland Cavaliers    |
| NBA 2002/03   | Drew Gooden             | Orlando Magic                     | Jay Williams             | Chicago Bulls          |
| NBA 2002/03   | Nenê                    | Denver Nuggets                    | J. R. Bremer             | Boston Celtics         |
| NBA 2003/04   | Carmelo Anthony*        | Denver Nuggets                    | Josh Howard              | Dallas Mavericks       |
| NBA 2003/04   | LeBron James^           | Cleveland Cavaliers               | T. J. Ford               | Milwaukee Bucks        |
| NBA 2003/04   | Dwyane Wade*            | Miami Heat                        | Udonis Haslem            | Miami Heat             |
| NBA 2003/04   | Chris Bosh*             | Toronto Raptors                   | Jarvis Hayes             | Washington Wizards     |
| NBA 2003/04   | Kirk Hinrich            | Chicago Bulls                     | Marquis Daniels          | Dallas Mavericks       |
| NBA 2004/05   | Emeka Okafor            | Charlotte Bobcats                 | Nenad Krstić             | New Jersey Nets        |
| NBA 2004/05   | Dwight Howard*          | Orlando Magic                     | Josh Smith               | Atlanta Hawks          |
| NBA 2004/05   | Ben Gordon              | Chicago Bulls                     | Josh Childress           | Atlanta Hawks          |
| NBA 2004/05   | Andre Iguodala          | Philadelphia 76ers                | Jameer Nelson            | Orlando Magic          |
| NBA 2004/05   | Luol Deng               | Chicago Bulls                     | Al Jefferson             | Boston Celtics         |
| NBA 2005/06   | Chris Paul^             | New Orleans/Oklahoma City Hornets | Danny Granger            | Indiana Pacers         |
| NBA 2005/06   | Charlie Villanueva      | Toronto Raptors                   | Raymond Felton           | Charlotte Bobcats      |
| NBA 2005/06   | Andrew Bogut            | Milwaukee Bucks                   | Luther Head              | Houston Rockets        |
| NBA 2005/06   | Deron Williams          | Utah Jazz                         | Marvin Williams          | Atlanta Hawks          |
| NBA 2005/06   | Channing Frye           | New York Knicks                   | Ryan Gomes               | Boston Celtics         |
| NBA 2006/07   | Brandon Roy             | Portland Trail Blazers            | Paul Millsap             | Utah Jazz              |
| NBA 2006/07   | Andrea Bargnani         | Toronto Raptors                   | Adam Morrison            | Charlotte Bobcats      |
| NBA 2006/07   | Randy Foye              | Minnesota Timberwolves            | Tyrus Thomas             | Chicago Bulls          |
| NBA 2006/07   | Rudy Gay                | Memphis Grizzlies                 | Craig Smith              | Minnesota Timberwolves |
| NBA 2006/07   | Jorge Garbajosa (#)     | Toronto Raptors                   | Rajon Rondo (#)          | Boston Celtics         |
| NBA 2006/07   | LaMarcus Aldridge (#)   | Portland Trail Blazers            | Wálter Herrmann (#)      | Charlotte Bobcats      |
| NBA 2006/07   | Marcus Williams (#)     | New Jersey Nets                   | Wálter Herrmann (#)      | Charlotte Bobcats      |
| NBA 2007/08   | Al Horford^             | Atlanta Hawks                     | Jamario Moon             | Toronto Raptors        |
| NBA 2007/08   | Kevin Durant^           | Seattle SuperSonics               | Juan Carlos Navarro      | Memphis Grizzlies      |
| NBA 2007/08   | Luis Scola              | Houston Rockets                   | Thaddeus Young           | Philadelphia 76ers     |
| NBA 2007/08   | Al Thornton             | Los Angeles Clippers              | Rodney Stuckey           | Detroit Pistons        |
| NBA 2007/08   | Jeff Green^             | Seattle SuperSonics               | Carl Landry              | Houston Rockets        |
| NBA 2008/09   | Derrick Rose            | Chicago Bulls                     | Eric Gordon^             | Los Angeles Clippers   |
| NBA 2008/09   | O. J. Mayo              | Memphis Grizzlies                 | Kevin Love^              | Minnesota Timberwolves |
| NBA 2008/09   | Russell Westbrook^      | Oklahoma City Thunder             | Mario Chalmers           | Miami Heat             |
| NBA 2008/09   | Brook Lopez^            | New Jersey Nets                   | Marc Gasol               | Memphis Grizzlies      |
| NBA 2008/09   | Michael Beasley         | Miami Heat                        | D. J. Augustin (#)       | Charlotte Bobcats      |
| NBA 2008/09   | Michael Beasley         | Miami Heat                        | Rudy Fernández (#)       | Portland Trail Blazers |
| NBA 2009/10   | Tyreke Evans            | Sacramento Kings                  | Marcus Thornton          | New Orleans Hornets    |
| NBA 2009/10   | Brandon Jennings        | Milwaukee Bucks                   | DeJuan Blair             | San Antonio Spurs      |
| NBA 2009/10   | Stephen Curry^          | Golden State Warriors             | James Harden^            | Oklahoma City Thunder  |
| NBA 2009/10   | Darren Collison         | New Orleans Hornets               | Jonny Flynn              | Minnesota Timberwolves |
| NBA 2009/10   | Taj Gibson^             | Chicago Bulls                     | Jonas Jerebko            | Detroit Pistons        |
| NBA 2010/11   | Blake Griffin 1         | Los Angeles Clippers              | Greg Monroe              | Detroit Pistons        |
| NBA 2010/11   | John Wall               | Washington Wizards                | Wesley Johnson           | Minnesota Timberwolves |
| NBA 2010/11   | Landry Fields           | New York Knicks                   | Eric Bledsoe             | Los Angeles Clippers   |
| NBA 2010/11   | DeMarcus Cousins        | Sacramento Kings                  | Derrick Favors           | Utah Jazz              |
| NBA 2010/11   | Gary Neal               | San Antonio Spurs                 | Paul George^             | Indiana Pacers         |
| NBA 2011/12   | Kyrie Irving^           | Cleveland Cavaliers               | Chandler Parsons         | Houston Rockets        |
| NBA 2011/12   | Ricky Rubio             | Minnesota Timberwolves            | Isaiah Thomas            | Sacramento Kings       |
| NBA 2011/12   | Kenneth Faried          | Denver Nuggets                    | MarShon Brooks           | New Jersey Nets        |
| NBA 2011/12   | Klay Thompson^          | Golden State Warriors             | Derrick Williams         | Minnesota Timberwolves |
| NBA 2011/12   | Iman Shumpert (#)       | New York Knicks                   | Tristan Thompson^        | Cleveland Cavaliers    |
| NBA 2011/12   | Kawhi Leonard^ (#)      | San Antonio Spurs                 | Tristan Thompson^        | Cleveland Cavaliers    |
| NBA 2011/12   | Brandon Knight (#)      | Detroit Pistons                   | Tristan Thompson^        | Cleveland Cavaliers    |
| NBA 2012/13   | Damian Lillard^         | Portland Trail Blazers            | Andre Drummond^          | Detroit Pistons        |
| NBA 2012/13   | Bradley Beal^           | Washington Wizards                | Jonas Valančiūnas^       | Toronto Raptors        |
| NBA 2012/13   | Anthony Davis^          | New Orleans Hornets               | Michael Kidd-Gilchrist   | Charlotte Bobcats      |
| NBA 2012/13   | Dion Waiters            | Cleveland Cavaliers               | Kyle Singler             | Detroit Pistons        |
| NBA 2012/13   | Harrison Barnes^        | Golden State Warriors             | Tyler Zeller             | Cleveland Cavaliers    |
| NBA 2013/14   | Michael Carter-Williams | Philadelphia 76ers                | Kelly Olynyk^            | Boston Celtics         |
| NBA 2013/14   | Victor Oladipo          | Orlando Magic                     | Giannis Antetokounmpo^   | Milwaukee Bucks        |
| NBA 2013/14   | Trey Burke              | Utah Jazz                         | Gorgui Dieng             | Minnesota Timberwolves |
| NBA 2013/14   | Mason Plumlee^          | Brooklyn Nets                     | Cody Zeller              | Charlotte Bobcats      |
| NBA 2013/14   | Tim Hardaway Jr.^       | New York Knicks                   | Steven Adams^            | Oklahoma City Thunder  |
| NBA 2014/15   | Andrew Wiggins^         | Minnesota Timberwolves            | Marcus Smart^            | Boston Celtics         |
| NBA 2014/15   | Nikola Mirotić          | Chicago Bulls                     | Zach LaVine^             | Minnesota Timberwolves |
| NBA 2014/15   | Nerlens Noel            | Philadelphia 76ers                | Bojan Bogdanović^        | Brooklyn Nets          |
| NBA 2014/15   | Elfrid Payton           | Orlando Magic                     | Jusuf Nurkić^            | Denver Nuggets         |
| NBA 2014/15   | Jordan Clarkson^        | Los Angeles Lakers                | Langston Galloway        | New York Knicks        |
| NBA 2015/16   | Karl-Anthony Towns^     | Minnesota Timberwolves            | Justise Winslow          | Miami Heat             |
| NBA 2015/16   | Kristaps Porziņģis^     | New York Knicks                   | D’Angelo Russell^        | Los Angeles Lakers     |
| NBA 2015/16   | Devin Booker^           | Phoenix Suns                      | Emmanuel Mudiay          | Denver Nuggets         |
| NBA 2015/16   | Nikola Jokić^           | Denver Nuggets                    | Myles Turner^            | Indiana Pacers         |
| NBA 2015/16   | Jahlil Okafor           | Philadelphia 76ers                | Willie Cauley-Stein      | Sacramento Kings       |
| NBA 2016/17   | Malcolm Brogdon^        | Milwaukee Bucks                   | Jamal Murray^            | Denver Nuggets         |
| NBA 2016/17   | Dario Šarić^            | Philadelphia 76ers                | Jaylen Brown^            | Boston Celtics         |
| NBA 2016/17   | Joel Embiid^            | Philadelphia 76ers                | Marquese Chriss          | Phoenix Suns           |
| NBA 2016/17   | Buddy Hield^            | Sacramento Kings                  | Brandon Ingram^          | Los Angeles Lakers     |
| NBA 2016/17   | Willy Hernangómez       | New York Knicks                   | Yogi Ferrell             | Dallas Mavericks       |
| NBA 2017/18   | Ben Simmons^ 2          | Philadelphia 76ers                | Dennis Smith Jr.         | Dallas Mavericks       |
| NBA 2017/18   | Donovan Mitchell^       | Utah Jazz                         | Lonzo Ball^              | Los Angeles Lakers     |
| NBA 2017/18   | Jayson Tatum^           | Boston Celtics                    | John Collins^            | Atlanta Hawks          |
| NBA 2017/18   | Kyle Kuzma^             | Los Angeles Lakers                | Bogdan Bogdanović^       | Sacramento Kings       |
| NBA 2017/18   | Lauri Markkanen^        | Chicago Bulls                     | Josh Jackson             | Phoenix Suns           |
| NBA 2018/19   | Luka Dončić^            | Dallas Mavericks                  | Shai Gilgeous-Alexander^ | Los Angeles Clippers   |
| NBA 2018/19   | Trae Young^             | Atlanta Hawks                     | Collin Sexton^           | Cleveland Cavaliers    |
| NBA 2018/19   | Deandre Ayton^          | Phoenix Suns                      | Landry Shamet^           | Los Angeles Clippers   |
| NBA 2018/19   | Jaren Jackson Jr.^      | Memphis Grizzlies                 | Mitchell Robinson^       | New York Knicks        |
| NBA 2018/19   | Marvin Bagley III^      | Sacramento Kings                  | Kevin Huerter^           | Atlanta Hawks          |
| NBA 2019/20   | Ja Morant^              | Memphis Grizzlies                 | Tyler Herro^             | Miami Heat             |
| NBA 2019/20   | Kendrick Nunn           | Miami Heat                        | Terence Davis^           | Toronto Raptors        |
| NBA 2019/20   | Brandon Clarke II^      | Memphis Grizzlies                 | Coby White^              | Chicago Bulls          |
| NBA 2019/20   | Zion Williamson^        | New Orleans Pelicans              | P. J. Washington^        | Charlotte Hornets      |
| NBA 2019/20   | Eric Paschall           | Golden State Warriors             | Rui Hachimura^           | Atlanta Hawks          |
| NBA 2020/21   | LaMelo Ball^            | Charlotte Hornets                 | Immanuel Quickley^       | New York Knicks        |
| NBA 2020/21   | Anthony Edwards^        | Minnesota Timberwolves            | Desmond Bane^            | Memphis Grizzlies      |
| NBA 2020/21   | Tyrese Haliburton^      | Sacramento Kings                  | Isaiah Stewart^          | Detroit Pistons        |
| NBA 2020/21   | Jae’Sean Tate^          | Houston Rockets                   | Isaac Okoro^             | Cleveland Cavaliers    |
| NBA 2020/21   | Saddiq Bey^             | Detroit Pistons                   | Patrick Williams^        | Chicago Bulls          |
| NBA 2021/22   | Scottie Barnes^         | Toronto Raptors                   | Herbert Jones^           | New Orleans Pelicans   |
| NBA 2021/22   | Cade Cunningham^        | Detroit Pistons                   | Josh Giddey^             | Oklahoma City Thunder  |
| NBA 2021/22   | Evan Mobley^            | Cleveland Cavaliers               | Bones Hyland^            | Denver Nuggets         |
| NBA 2021/22   | Franz Wagner^           | Orlando Magic                     | Ayo Dosunmu^             | Chicago Bulls          |
| NBA 2021/22   | Jalen Green^            | Houston Rockets                   | Chris Duarte             | Indiana Pacers         |
| NBA 2022/23   | Paolo Banchero^         | Orlando Magic                     | Jaden Ivey^              | Detroit Pistons        |
| NBA 2022/23   | Jalen Williams^         | Oklahoma City Thunder             | Jalen Duren^             | Detroit Pistons        |
| NBA 2022/23   | Walker Kessler^         | Utah Jazz                         | Jabari Smith^            | Houston Rockets        |
| NBA 2022/23   | Keegan Murray^          | Sacramento Kings                  | Jeremy Sochan^           | San Antonio Spurs      |
| NBA 2022/23   | Bennedict Mathurin^     | Indiana Pacers                    | Tari Eason^              | Houston Rockets        |
| NBA 2023/24   | Victor Wembanyama^      | San Antonio Spurs                 | Dereck Lively^           | Dallas Mavericks       |
| NBA 2023/24   | Chet Holmgren^          | Oklahoma City Thunder             | Amen Thompson^           | Houston Rockets        |
| NBA 2023/24   | Brandon Miller^         | Charlotte Hornets                 | Keyonte George^          | Utah Jazz              |
| NBA 2023/24   | Jaime Jaquez^           | Miami Heat                        | Cason Wallace^           | Oklahoma City Thunder  |
| NBA 2023/24   | Brandin Podziemski^     | Golden State Warriors             | G. G. Jackson^           | Memphis Grizzlies      |
| NBA 2024/25   | Stephon Castle^         | San Antonio Spurs                 | Kel’el Ware^             | Miami Heat             |
| NBA 2024/25   | Zaccharie Risacher^     | Atlanta Hawks                     | Matas Buzelis^           | Chicago Bulls          |
| NBA 2024/25   | Jaylen Wells^           | Memphis Grizzlies                 | Yves Missi^              | New Orleans Pelicans   |
| NBA 2024/25   | Zach Edey^              | Memphis Grizzlies                 | Donovan Clingan^         | Portland Trail Blazers |
| NBA 2024/25   | Alex Sarr^              | Washington Wizards                | Bub Carrington^          | Washington Wizards     |

1 Wegen einer Verletzung nahm der Top-Draftpick des Jahres 2009, Blake Griffin, in der Saison 2009/10 an keinem Spiel teil. Deshalb wurde die Spielzeit 2010/11 als seine Rookiesaison gewertet.
2 Wegen einer Verletzung nahm der Top-Draftpick des Jahres 2016, Ben Simmons, in der Saison 2016/17 an keinem Spiel teil. Deshalb wurde die Spielzeit 2017/18 als seine Rookiesaison gewertet.